# Walter Super 6
Walter Super 6 (1930) byl osobní automobil továrny Walter (Akciová továrna automobilů Josef Walter a spol., Praha-Jinonice), českého výrobce osobních automobilů. Vůz byl zkonstruován pod vedením technického ředitele firmy Walter, kterým byl Ing. František Adolf Barvitius. Walter Super 6 byl veřejnosti oficiálně představen (společně typem Standard 6) na XXII. mezinárodním autosalonu v Praze, který se konal ve dnech 22.-29. října 1930. Jednalo se o přepychový a vysloveně reprezentační vůz. Byl vyráběn v letech 1930–1934.

## Historie

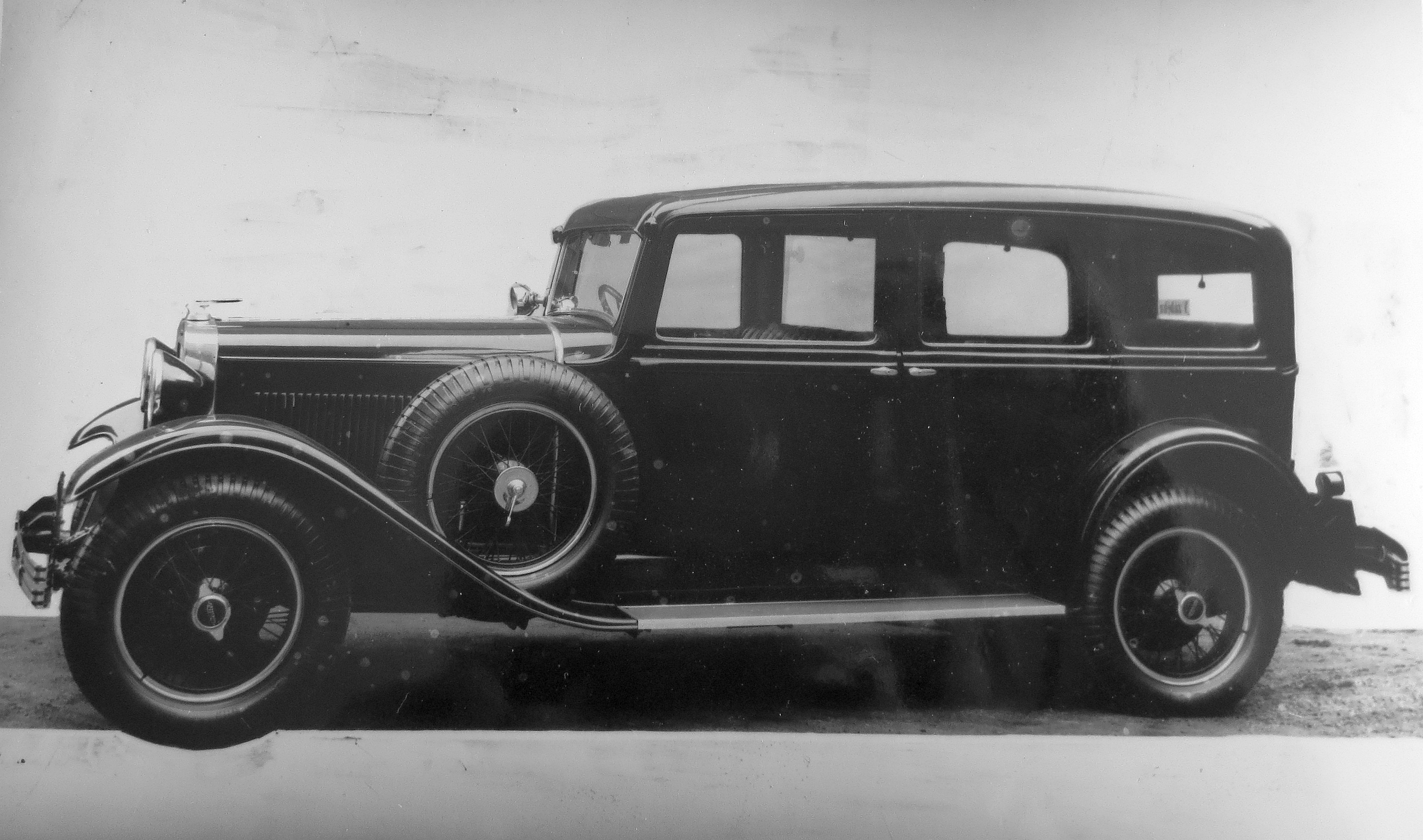
Walter Super 6 limuzína (1931)

Pokračovatelem šestiválcového typu Walter 6-B (1928–1930) byl Walter Super 6. „Prodloužení, rozšíření a snížení šasi poskytuje vozu vlastnost dokonalého držení silnice ať v bleskurychlé jízdě v rovině nebo v prudkých zatáčkách, které s Waltrem Super 6 projíždíte s pružností a lehkostí plazícího se hada. Řízení tohoto automobilu je tak snadné jako zasednout za jeho volant. Všechny ovládací prvky, volant i pedály lehkým dotekem reagují na přání řidiče a realizují je na chod automobilu. Ten se pohybuje vpřed i vzad nezadržitelnou silou, aniž by bylo možno pozorovat anebo tušit sebemenším záchvěvem nebo zvukem její vznik.“ Takto formuloval reklamní prospekt Walter nejpodstatnější změnu v konstrukci podvozku oproti modelu Walter 6 B.
Tehdejší předseda správní rady společnosti Walter Vítězslav Kumpera st. (30.7.1876 - 1.9.1952) byl jedním ze společníků Josefa Waltra při založení společnosti s ručením omezeným v roce 1911 i při její přeměně na akciovou společnost v roce 1919. Byl také zakladatelem továrny Palaba Slaný na baterie a Tresoria Jinonice na trezory a pokladny. Je ale jisté, že V. Kumpera měl v roce 1922 jako člen správní rady silný podíl na odchodu Josefa Waltera (19.12.1873 - 15.1.1950) z vedení akciové společnosti Walter. V roce 1927 jako předseda správní rady prosadil do správní rady také oba své syny. Strojní inženýr Ing. Antonín „Teny“ Kumpera (10.7.1901 - 19.3.1990) se po odchodu Ing. Jana Nováka do Škodovky stal generálním ředitelem a právník JUDr. Vítězslav Kumpera (1.8.1904 - 2.7.1987) obchodním ředitelem. Rozvoj podniku lze doložit zvyšováním základního kapitálu na 7 000 000 Kč v roce 1925, 8 400 000 Kč v roce 1926. V lednu 1932 se změnil název společnosti na „Akciová společnost Walter, továrna na automobily a letecké motory“ se základním kapitálem 16 000 000 Kč.

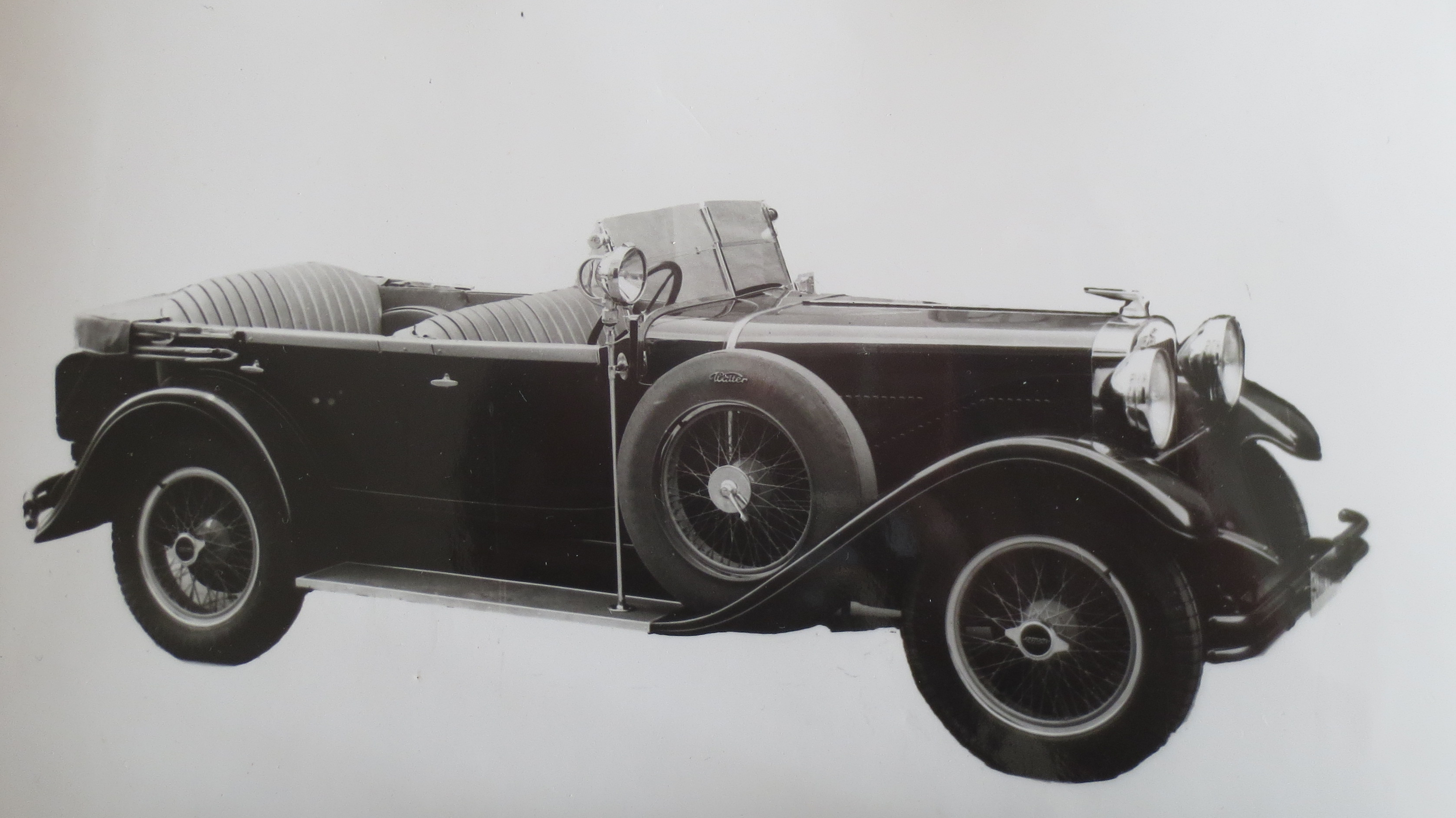
Walter Super 6 touring (1931)

## Motor
V motoru (oproti Walter 6 B) při vrtání 80 a zdvihu 108 mm přibylo na objemu 421 "kubíků" a objem tedy vzrostl na 3257 cm³ a na výkonu přibylo 10 koní tzn. výkon tedy byl 51,5 kW/70 k při 3000 ot./min a kompresním poměru 6,5:1. Maximální rychlost uzavřených vozů 110 km/h, kabriolety a touringy 125–130 km/h (1930). Spotřeba paliva byla kolem 16 l/100 km.

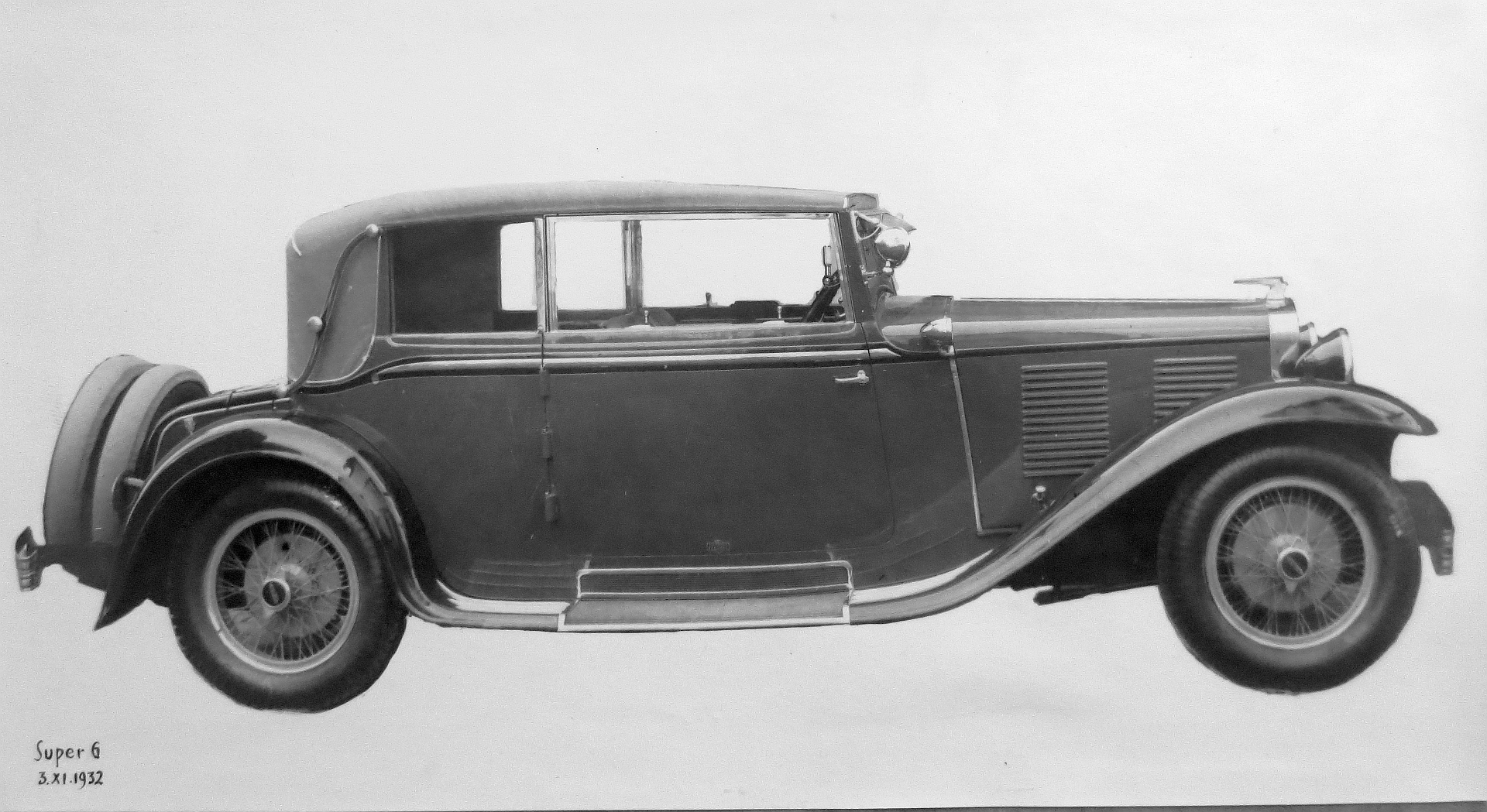
Walter Super 6 kabriolet (1932)

Zážehový, kapalinou chlazený čtyřdobý řadový šestiválec (R6), rozvod OHV, dva ventily/válec, bez přeplňování. Klikový hřídel byl "dokonale" vyvážený, uložený čtyřpolohově a zaopatřený setrvačníkem. Klidný chod motoru zajišťoval tlumič torzních kmitů od klikového hřídele. Písty Nelson-Bohnalite s minimální tepelnou roztažností. Motor byl uložen ve třech silentblocích. Dva karburátory Zenith HAK 30 byly napájeny podtlakovým čerpadlem. Objem nádrže paliva 90 l. Magnetoelektrické zapalování Bosch. Mechanická převodovka (4+Z) byla oddělena od motoru jednolamelovou, suchou kotoučovou spojkou. Na přání bylo možné instalovat volnoběh Maybach. Jízda s volnoběhem Maybach byla velmi příjemná. V rychlostní skříni byla zařazena nejvyšší rychlost (přímý záběr), při které (vhodnou volbou převodu v zadní ose) vůz překonával snadno veškerá běžná stoupání a pružně akceleroval při jízdě ve městě. Jakmile vůz přijde na rovnou trať a rychlost se stupňuje, snižují se zapnutím rychlopřevodu otáčky motoru, motor opět pracuje racionálně a rychlost vozu možno ještě více stupňovati. Továrna Walter, jež ihned vystihla výhody, které uspořádáním takový rychlopřevod přináší, již v roce 1928 tento vynález vyzkoušela a používala ho i na sériových vozech s nejlepším úspěchem.
Mazání tlakové, oběžné s čističem oleje. Olejová pumpa mazání, ponořená ve spodní části motorové skříně, byla poháněna šnekovým soukolím od vačkového hřídele. Teplotu chladicí kapaliny samočinně regulovaly žaluzie před chladičem. Cirkulaci chladicího média zajišťovalo odstředivé čerpadlo namontované na hřídeli čtyřlistového ventilátoru. Poháněno bylo ozubeným řemenem. Tento systém pohonu byl v konstrukci jinonických vozů pozoruhodnou novinkou. Řazení převodových rychlostí (4+Z) rychlostní pákou s kulovým kloubem, umístěnou na podlaze ve středu vozu.

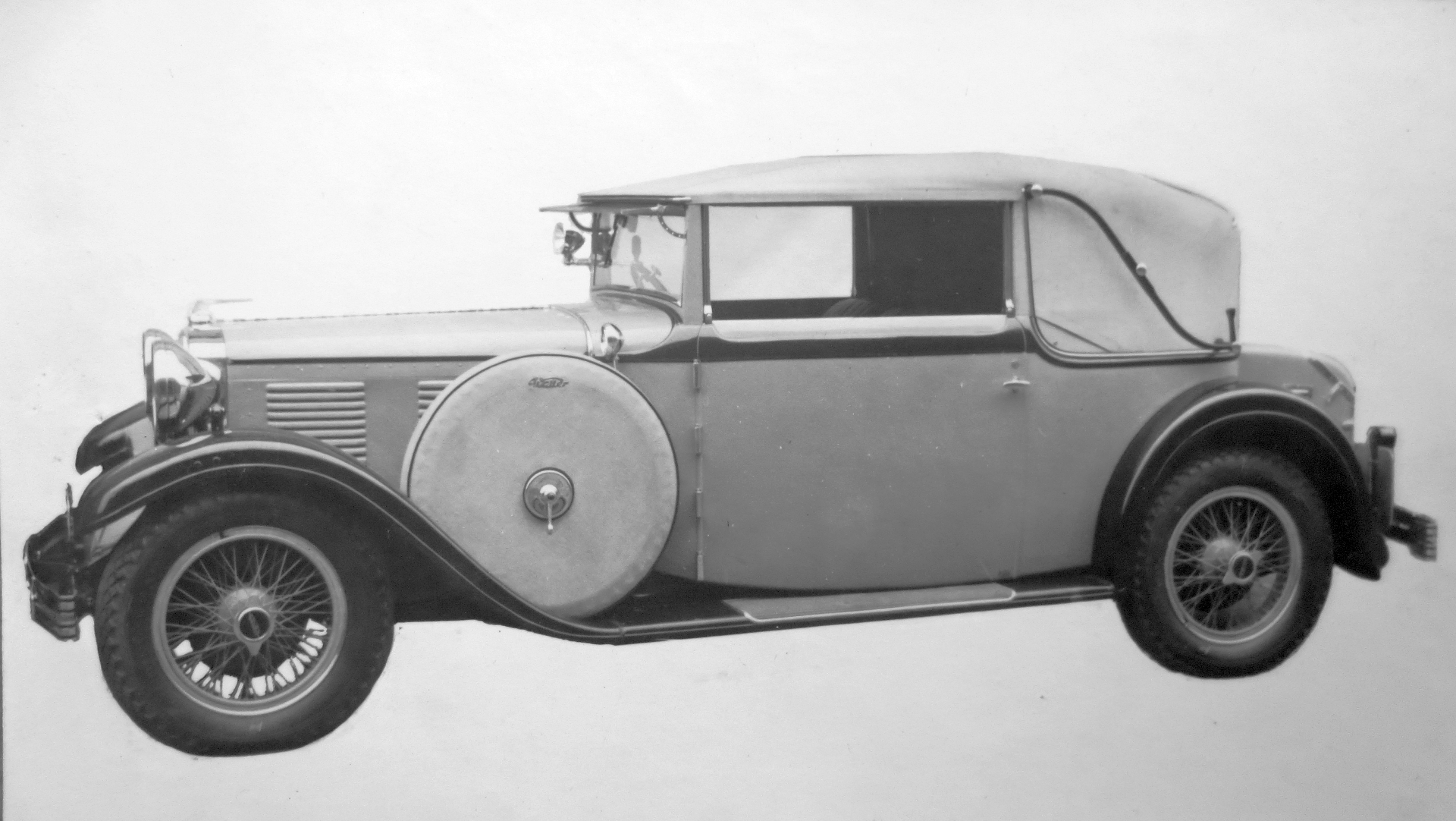
Walter Super 6 kabriolet Brožík (1931)

## Podvozek
Klasicky stavěný podvozek s oběma tuhými nápravami odpruženými podélnými listovými péry s nárazovými body. Pravostranné řízení segmentové, samosvorným šnekovým převodem. Přední náprava byla tuhá z příčného nosníku I-profilu. Přenos hybné síly od převodovky a spojky byl řešen již obvyklým kardanovým hřídelem na tuhou zadní hnanou nápravu typu "Banjo" s ozubením Gleason. Rám byl obdélníkový s křížovou výztuhou. Rozměry podvozku a vozu jsou: rozvor náprav 3300 mm, rozchod kol 1400/1400 mm, vnější rozměry: délka 4700-5400 mm, šířka 1600 mm, výška 1700–1780 mm, světlá výška 210 mm, hmotnost 1650 kg. Počet míst 4-7 dle provedení karoserie.
Super 6 měl kapalinové, bubnové brzdy Lockheed s podtlakovým posilovačem Bosch-Dewandre. Brzdové bubny byly pro účinné chlazení vzduchem mohutně žebrovány. I jen „lehký tlak“ na brzdový pedál, jak uvádí tovární prospekt, byl přenesen podtlakovým servomotorem Dewandre na hydraulický systém Lockheed, který rovnoměrně rozdělil sílu na všechna čtyři kola. Ruční brzda působila na zadní kola. Byla použita standardní kola Rudge-Whitworth s drátěným výpletem o rozměru 32x6,5“ a byla přichycena centrální křídlovou maticí. Pneumatiky zpravidla Michelin 6,50/7,00 - 20.

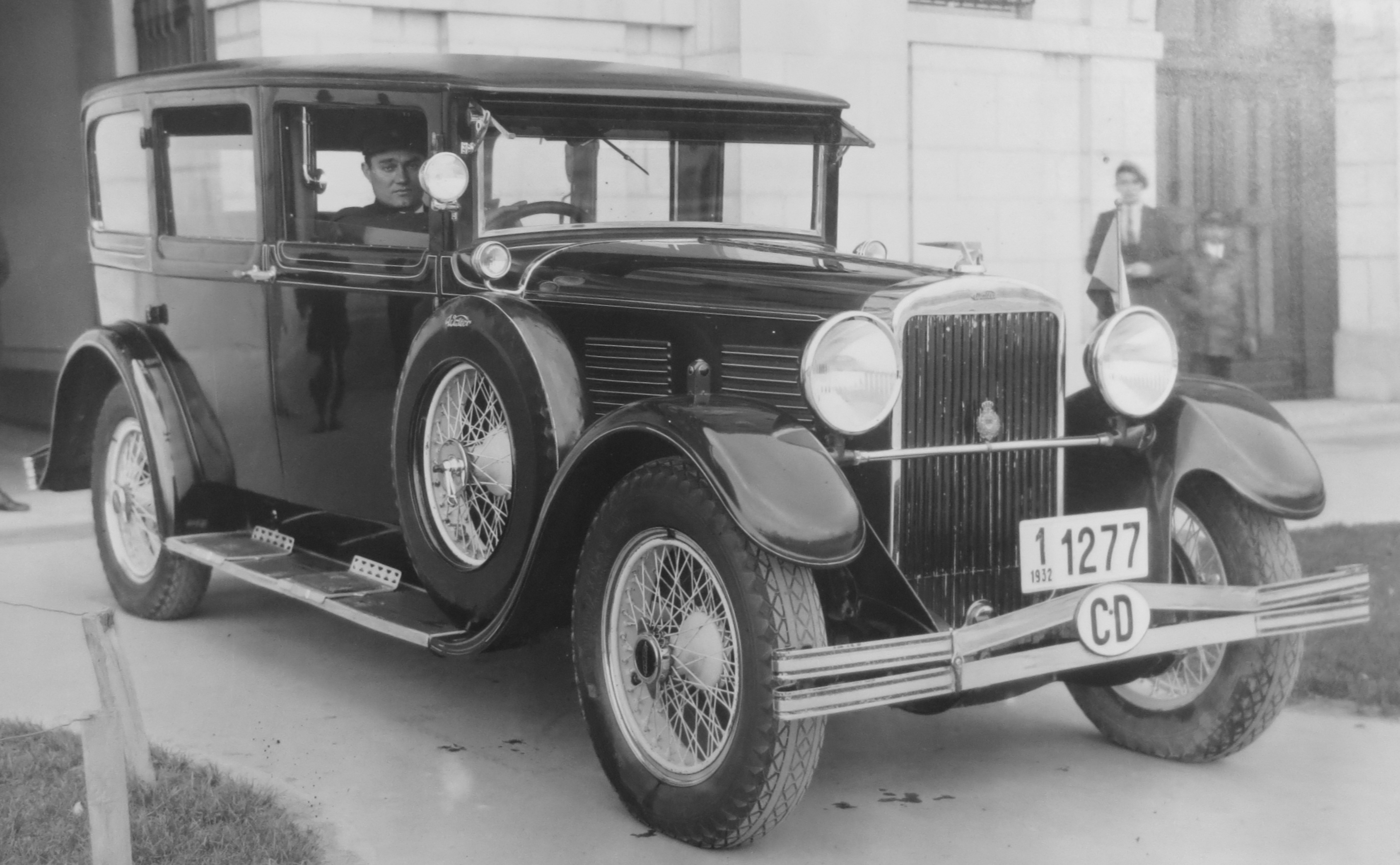
Limuzína Walter Super 6 ve službách velvyslanectví v Bělehradě

## Karoserie
Při prvním představení na pražské XXII. mezinárodní výstavě automobilů v roce 1930 (22.-29. října) byly stánku Walter k vidění 4 limuzíny v provedení pro 4 nebo 6 pasažérů, luxusní 4sedadlový kabriolet a otevřený 4sedadlový touring (phaeton). Jednotlivé typy karoserií byly výrobcem popsány takto: touring – pro turistiku a sport (pro 6-7 osob), pětimístný kabriolet – pro nejrafinovanější automobilovou klientelu (dvoudveřový s odnímatelnou střechou), 6-7sedadlová sedan-limuzína – pro město i komfortní cestování (s mezistěnou, která oddělovala řidiče od posádky, a telefonem umožňujícím spojení cestujících v oddělené zadní části s řidičem, "etalon" reprezentačního, luxusního vozidla), čtyřmístný club sedan – pro sportsmana a businessmana (se čtyřmi dveřmi a čtyřmi okny). Tomu odpovídaly i ceny. Samotný podvozek se prodával za 88 000 Kč, šestimístná limuzína za 128 000 Kč. Po snížení cen v roce 1932 (i do ČSR došla světová hospodářská krize) byla limuzína k mání za 99 800 Kč a dvoudveřový kabriolet za 112 000 Kč.
Kromě těchto sériových karosérií bylo možné, jak se ostatně u Waltera stávalo dobrým zvykem, objednat speciální typ od karosářů jako byli Sodomka z Vysokého Mýta, Petera z Vrchlabí, Uhlík z Prahy a nebo od Leitnera či Brožíka z Plzně. Limuzínu si následně pořídilo např. Ministerstvo zahraničí a Super 6 potom používal čs. velvyslanec v Bělehradě. Uvádí se, že uzavřené limuzíny si pořídila i Čs. armáda. Do armády byly dodány dva vozy. Jeden používal ministr obrany a druhý náčelník hlavního štábu. Celkem však bylo vyrobeno jen 30 ks automobilů.
Tento reprezentační vůz byl přímo předurčen k soutěžím elegance. V květnu 1932 Moravsko-slezský automobil klub (MSAC) uspořádal v Brně na výstavišti Concours d'Elegance a následně o týden později Klub slovenských automobilistov obdobnou soutěž v Piešťanech. Waltry slavily úspěch v Brně (Zlatá stuha) i Piešťanech (I. cena se zlatou páskou). Prezident Walter V. Kumpera a generální ředitel ing. "Teny" Kumpera je získali s uzavřeným i speciálním vozem Walter. I dnes můžeme Walter Super 6 vídávat na Soutěžích elegance na zámku v Roztokách či Loučni, v závodech do vrchu Zbraslav - Jíloviště a Brno - Soběšice, na jízdách 1000 mil čs. a na Veteránech Moravským Slováckem a na dalších, podobných akcích.

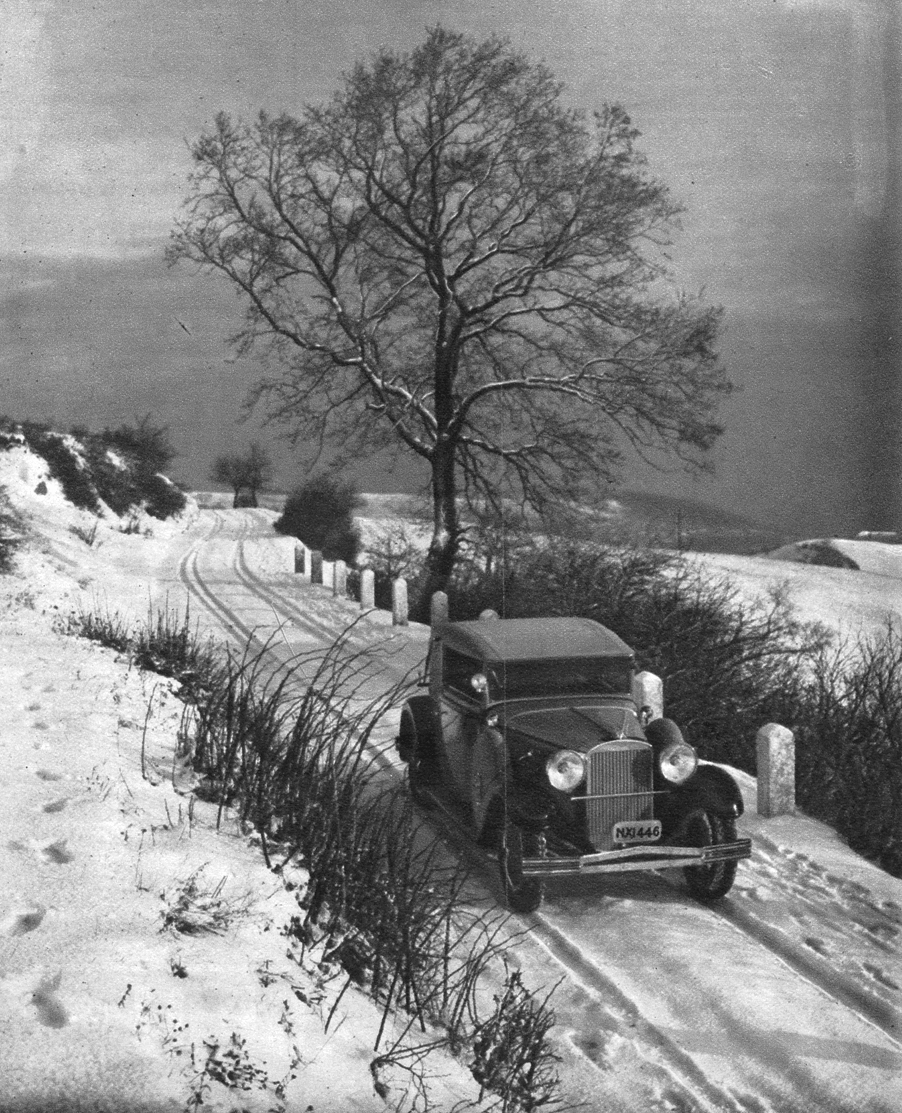
Walter Super 6 kabriolet (1931)

## Sportovní úspěchy
- Jízda 10 000 km AvD (Automobilclub von Deutschland)

Na přelomu května a června 1931 (21.5.–7.6.) se tým tří „rudých ďáblů“, jak byl pro svou rudou barvu vozů tým nazván, zúčastnil na sportovních Waltrech Super 6, se zaplombovanou kapotou, mezinárodní soutěže spolehlivosti na 10 000 km Evropou (AvD 10000 km Fahrt), kterou uspořádal německý autoklub Automobilclub von Deutschland i za spoluúčastí národních autoklubů dotčených zemích, kde jízda procházela, a kde nechyběl ani Autoklub Republiky Československé. Z Československa se zúčastnili jezdci na automobilech Tatra, Praga, Aero a Walter. Posádky tří vozů Walter Super 6 (č. motorů 5324, 5326 a 5328) tvořily generální ředitel Walter ing. Antonín „Teny“ Kumpera – Jaroslav Manda (st. č. 63), jeho bratr, obchodní ředitel JUDr. Vítězslav Kumpera – J. Traube (st. č. 65) a tovární jezdec Jindřich Knapp – František Němota (st. č. 64). V doprovodu výpravy byli dále manager výpravy Hart, 2 mechanici (Jonák, Bouška) a i známý cestovatel a sportovní redaktor Národních listů a časopisu Auto Vladislav Forejt-Alan.
Na průběh závodu vzpomíná Jindřich Knapp takto: „V našem týmu jel i "Teny" Kumpera, náš generální ředitel. Když jsme přijeli do cíle etapy, šel i oddychnout do hotelu, umyl se a najedl. My jsme se museli starat o všechny tři vozy, lepit neustále propíchané duše a často jsme dostali k jídlu jen bílý pšeničný chléb a uzenky. Když jsme se vraceli z Balkánu na Prahu, kde měl být odpočinek, čekal nás za Voticemi starý Kumpera (Vítězslav Kumpera), prezident firmy. Spokojeně kvitoval dosavadní průběh soutěže a posílal nás dále na Prahu, že počká na syna. Když jsme se dostali do továrny, přivítala mě moje manželka a ředitel Benák. Za několik minut po nás přijel "Teny" Kumpera a vyvolal hádku, protože chtěl přijet do továrny jako první. Jindřich Knapp byl tak "roztrpčen", že chtěl ze soutěže odstoupit a dále nepokračovat. Nejprve ho přemlouval ředitel Benák a pak – už úspěšně – obchodní ředitel Vítězslav Kumpera ml., na jehož přemlouvání Knapp přece jen slyšel. Po nezbytném odpočinku se potom pokračovalo dále do Berlína na závěr soutěže.“ Tato slova potvrzuje i podrobné vyúčtování nákladů za účast v této soutěži zpracované managerem Hartem a schválené generálním ředitelem ing. Antonínem Kumperou. Je uloženo v archívním fondu Walter a.s. (Státní oblastní archív Praha, fond NAD 1914), kde jsou uloženy i účtenky za ubytování. Zpravidla apartmány byly pro oba bratry Kumperovy a redaktora Alana Forejta. Ostatní se museli spokojit s vícelůžkovými pokoji.
Nicméně všichni podali nadlidské výkony při této 17denní jízdě (vč. odpočinkových dnů), jež vedla z Německa přes 10 zemí zpět do Německa (Berlín – Saarbrücken – Ženeva – San Sebastian – Madrid – Lisabon – Barcelona – Řím – Mnichov – Katschberg (1641 m n. m.) – Terst – Dubrovník – Záhřeb – Budapešť – Vídeň – Berlín). Soutěž byla rozdělena do devíti etap a měřila celkem 10 255 km, nejdelší etapa vedla z Barcelony do Říma a byla dlouhá 1455 km. Kritickým místem se ukázalo stoupání na Katschberg, kde "umírá" mnoho silných vozů. Domácí obyvatelstvo je na tyto případy připraveno a poskytuje k přejetí vrcholu potahy. Proto překvapuje, že slabší skupina soutěžících (vozů do 2,0 l objemu válců) absolvovala průsmyk poměrně dobře, ovšem ty nejslabší vozy do 1,0 l musely v několika případech zdolávat stoupání s použitím jízdy pozpátku.
Soutěž byla ukončena v Berlíně na okruhu AVUS jízdou, při níž musely vozy jet 100 km – něco jako zkouška stálosti výkonu. Z 88 posádek na startu dojelo do cíle 67 a bez trestných bodů 60 automobilů. Všechny 3 vozy v rudých barvách zvládly nástrahy soutěže i závěrečnou zkoušku a zvítězily v soutěži továrních týmů. Mimo to vyhrály třídu nad 2000 cm3. Všechny vozy Walter se vrátily v dokonalé kondici a po celou cestu nebylo na vozech ani to nejmenší opravováno a dokonce nebyla měněna ani jediná zapalovací svíčka. Průměrná spotřeba benzínu na 100 km činila 14 litrů a 1 kg oleje na 1250 km. Je to skutečně skvělý výkon, pováží-li se, že tu jde o 6sedadlové automobily o obsahu válců 3,25 l a o výkonu 70 HP. Tuto malou spotřebu bylo možno docílit i zásluhou rychlopřevodu, který Walter staví v licenci systému Maybach.
S týmem tří "rudých ďáblů" jel ve voze st. č. 63 s panem "generálním" jako spolujezdec, závodník Jaroslav Manda. Nejenže zdolával těžké útrapy nočních jízd ve Španělsku, Itálii a bývalé Jugoslávii, ale byl současně nejveselejším spolujezdcem, kterého nikdy neopustila dobrá nálada. Při jízdě si získal "titul" španělského granda, na kterého ho pasoval redaktor Vladislav Forejt. Poctil ho titulem Don Jarda de La Manda. Tak jako neztrácel nikdy humor, tak neztrácel ani dobrý apetýt, což bylo poznat na jeho blahobytném vzezření. Pointa jeho chuti k jídlu je v příhodě ještě před startem do soutěže. Dostal od své manželky, která byla silně pověrčivá, vlastnoručně upečenou housku s prosbou, aby ji měl stále u sebe jako amulet. Manda však housku hned, jak vyjeli z Prahy, s náležitou chutí snědl a teprve po svém návratu domů se dozvěděl, že v ní byl zapečený nějaký posvěcený medailon ze Svaté Hory u Příbrami. Manda se v pozdějších letech stal úspěšným tovární jezdcem Waltrovky, jak na Walter Super 6, tak na vozech Walter Junior S a Walter Junior SS.
Galerie (Jízda 10 000 km AvD)

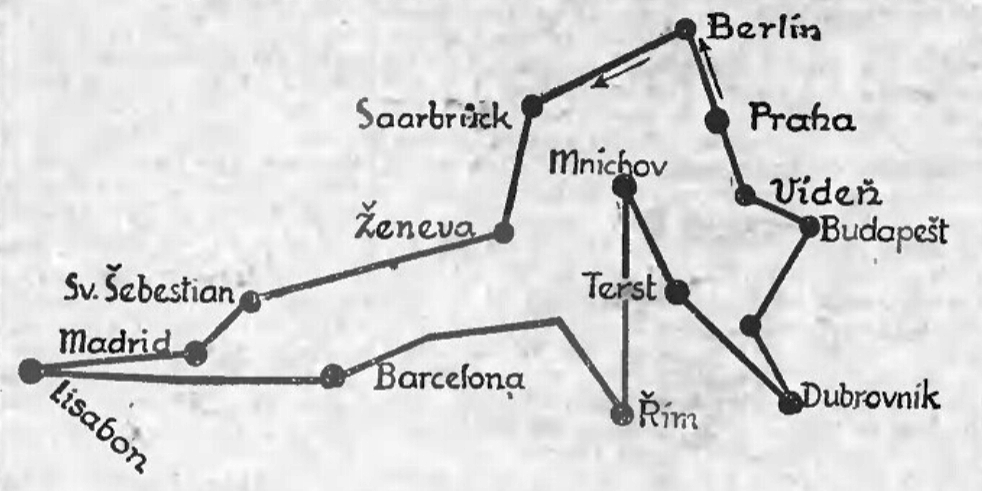
Trasa mezinárodní soutěže spolehlivosti AvD Jízda 10 000 km
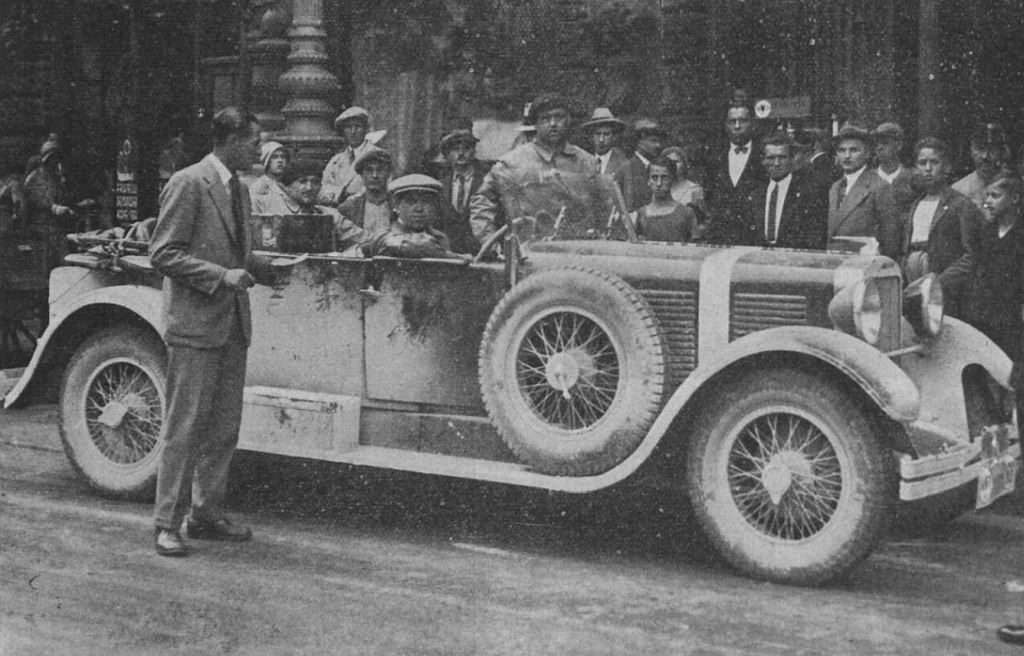
Posádka A. Kumpera - J. Manda při zastávce v Budapešti
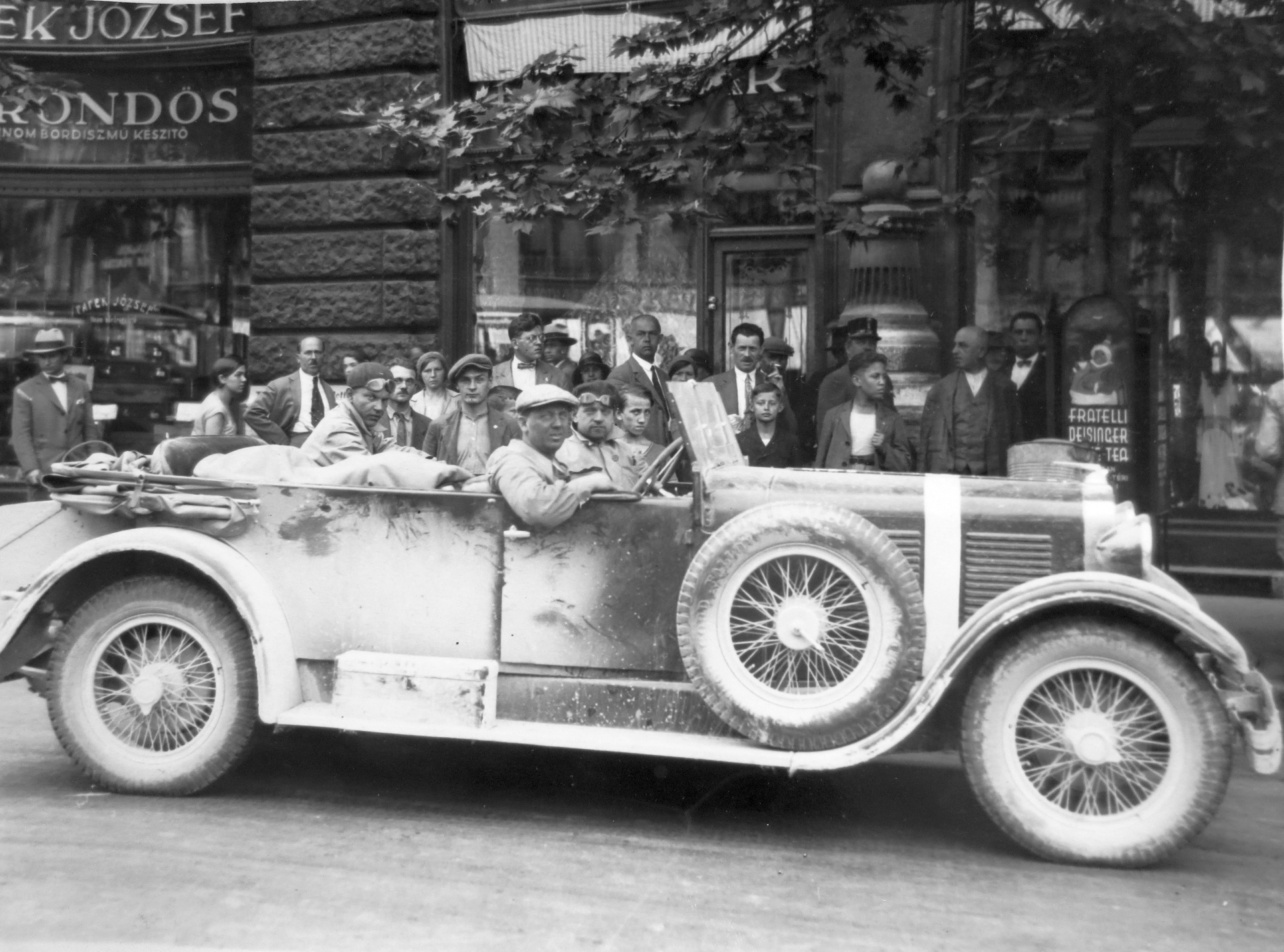
Posádka J. Knapp – F. Němota při zastávce v Budapešti
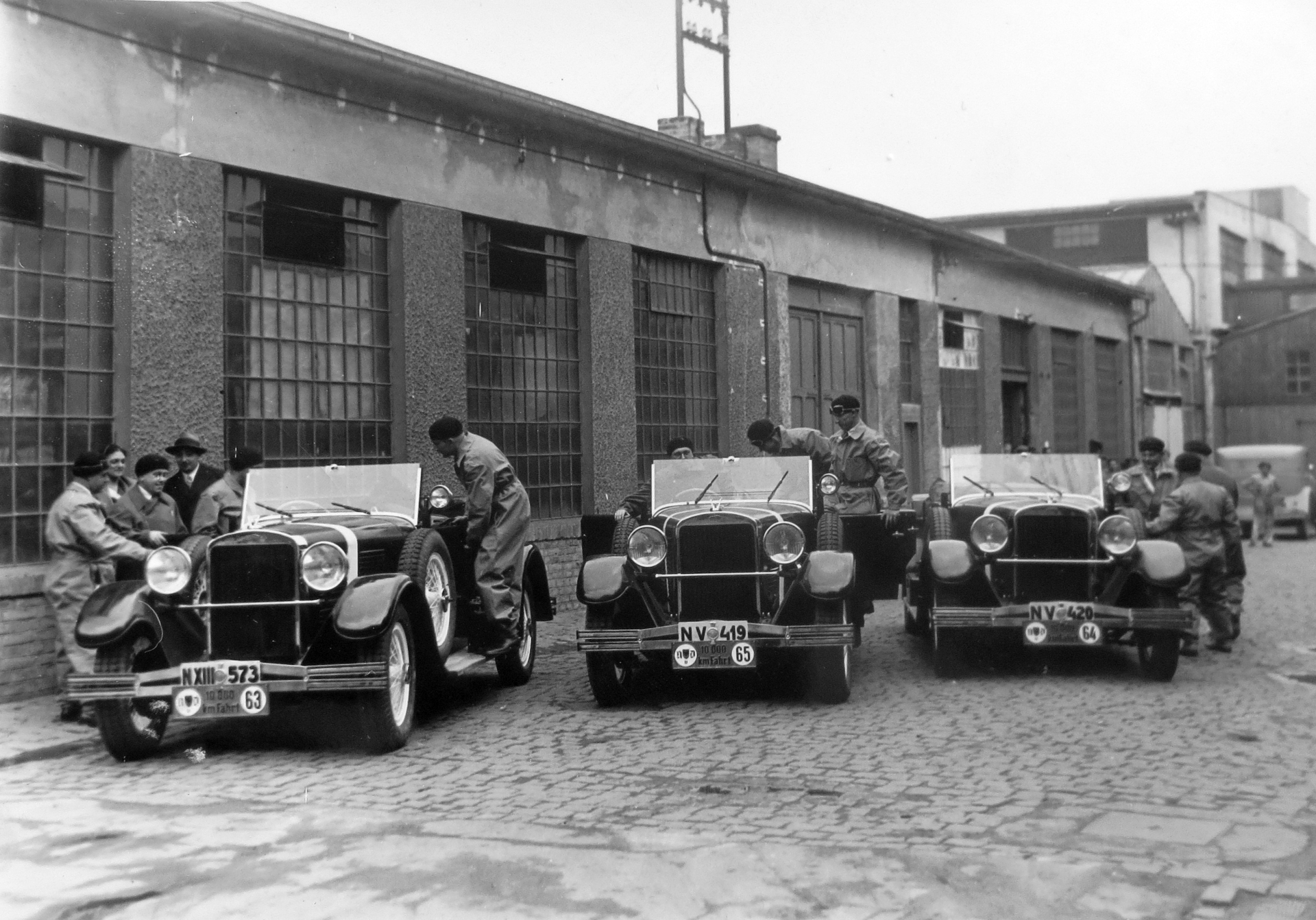
Posádky nasedají do vozů při odjezdu z továrny do berlínského cíle soutěže
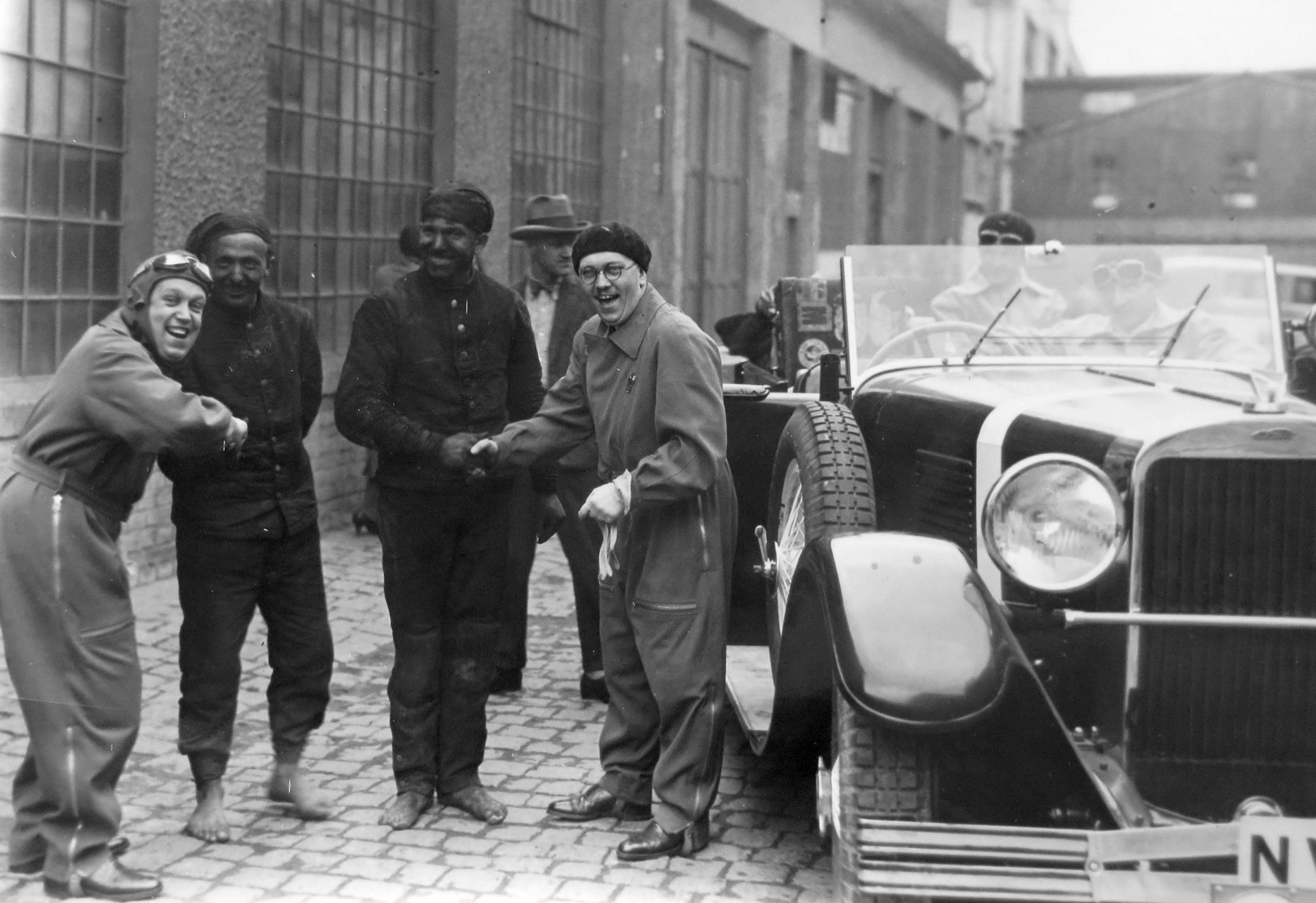
Bratři Kumperové před odjezdem z továrny přijímají "štěstíčko"(vlevo Antonín, vpravo Vítězslav ml.)
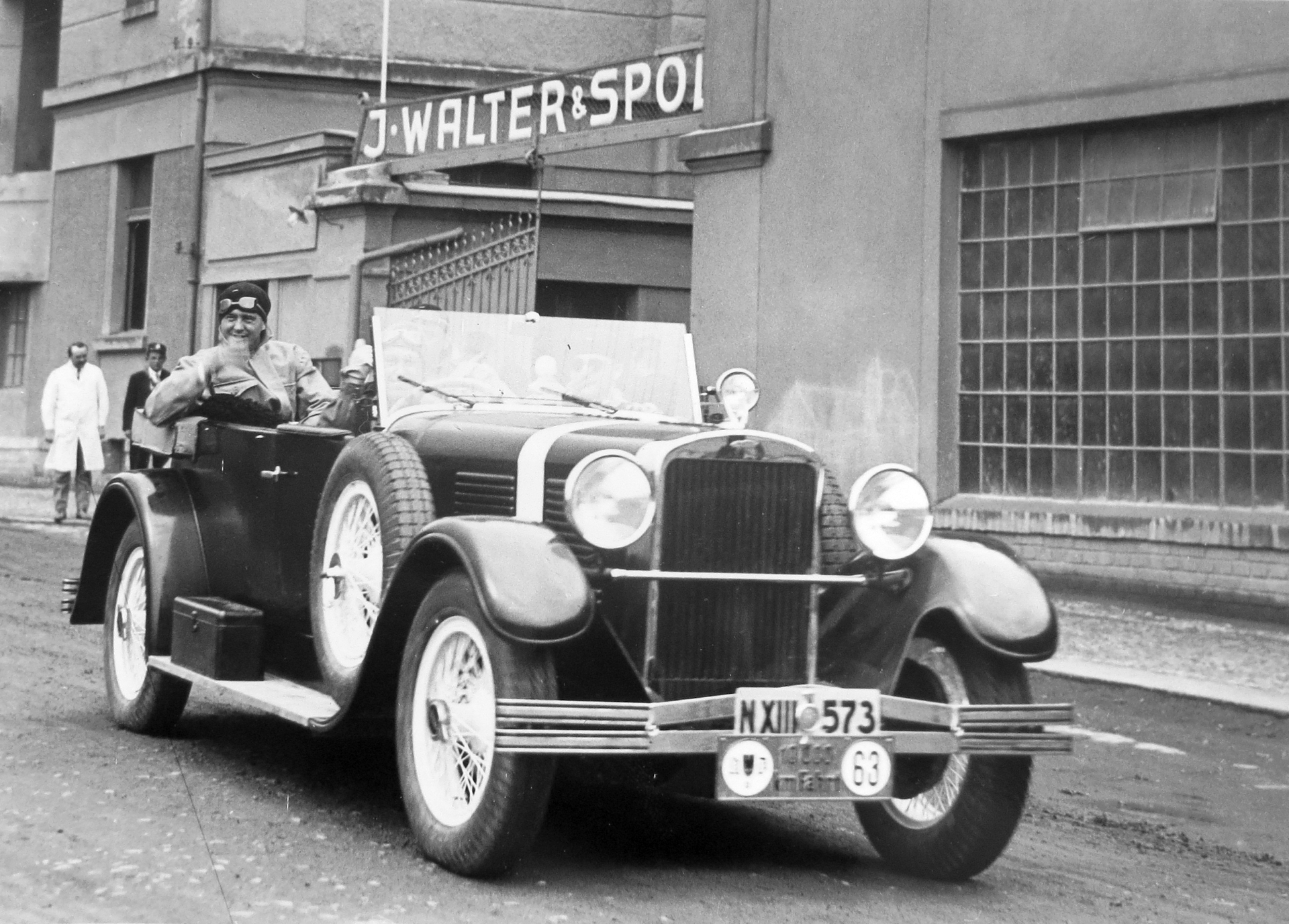
Odjezd od brány továrny Walter v Jinonicích, posádka Antonín Kumpera – Jaroslav Manda (st. č. 63)
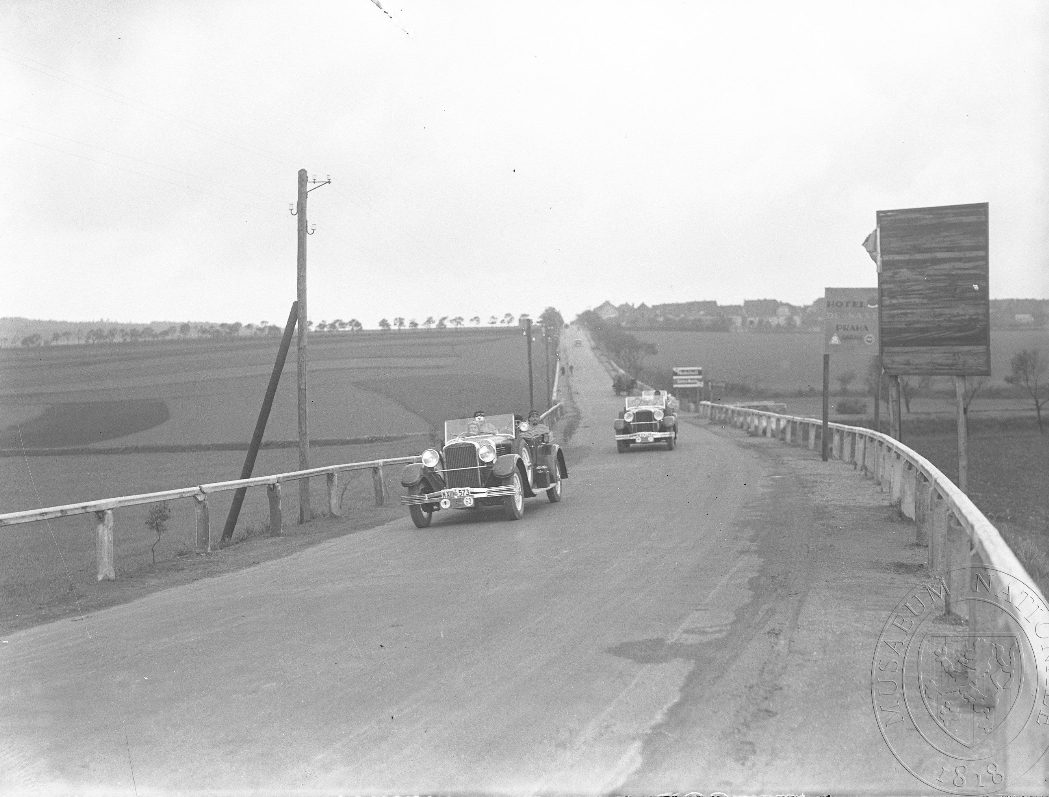
Vozy na trase soutěže u Hostivic
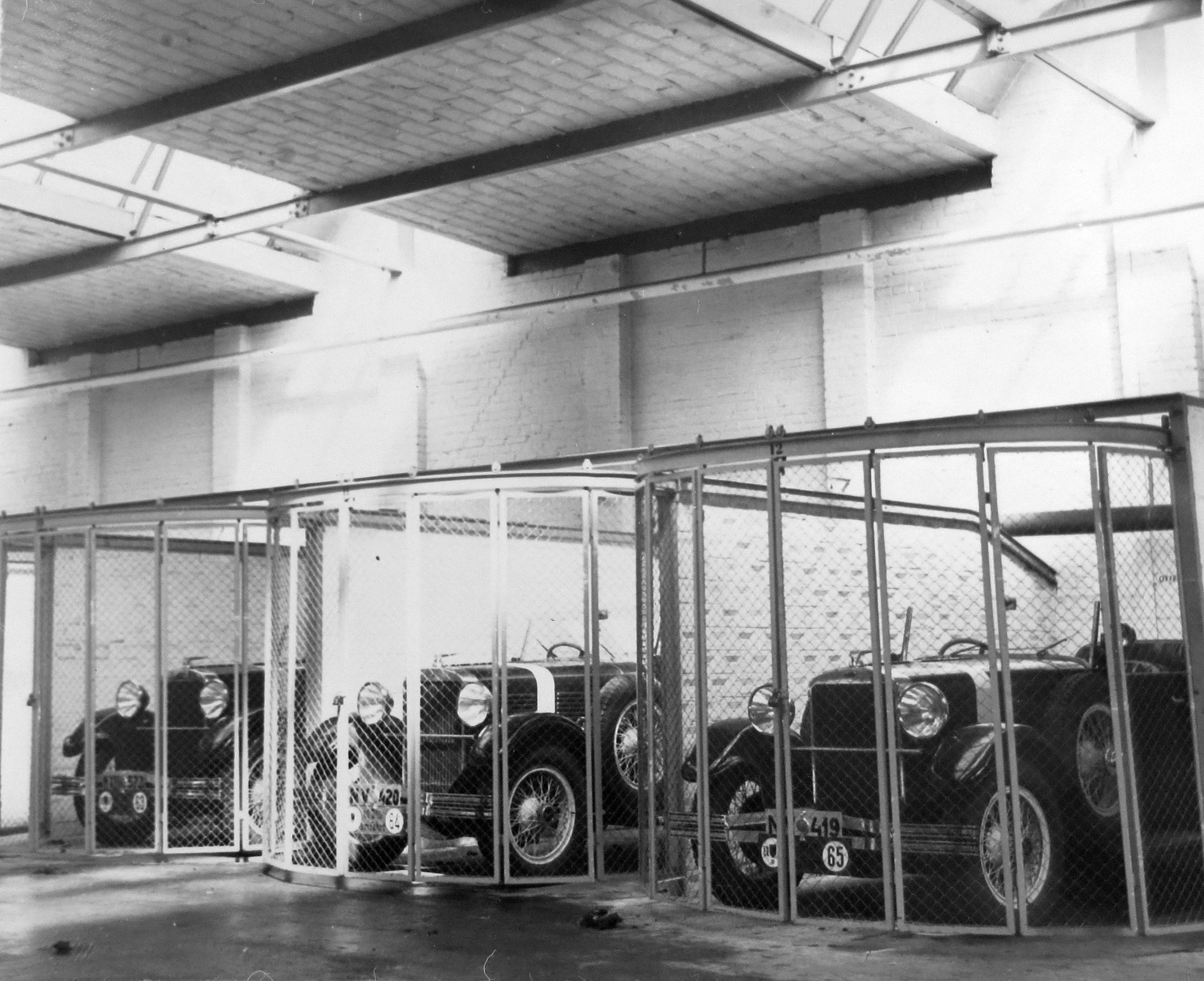
V cíli soutěže, uzavřené parkoviště (Garage Auto Hotel Berlín)
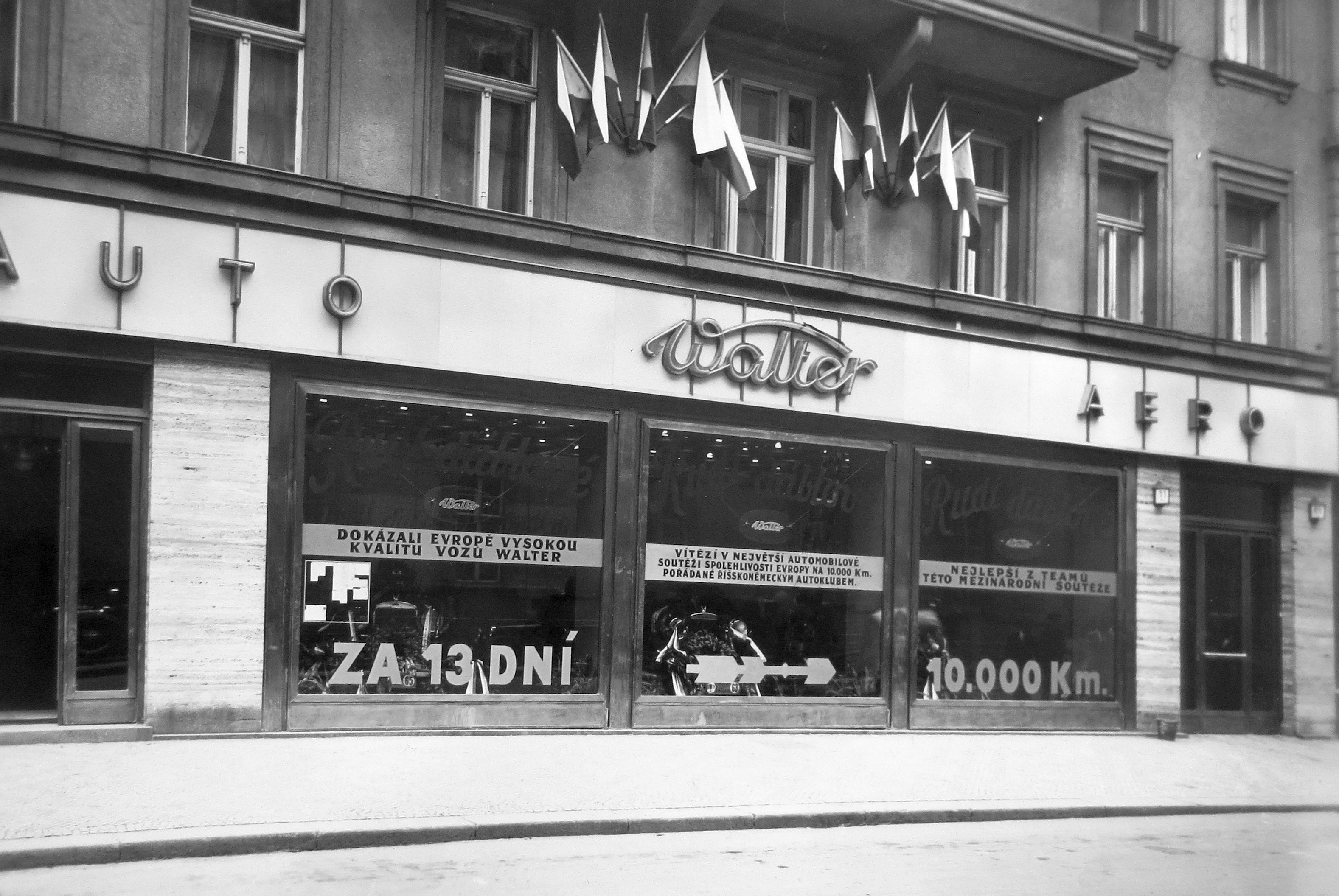
Reprezentační prodejna Walter po vítězství v AvD 10 000 km
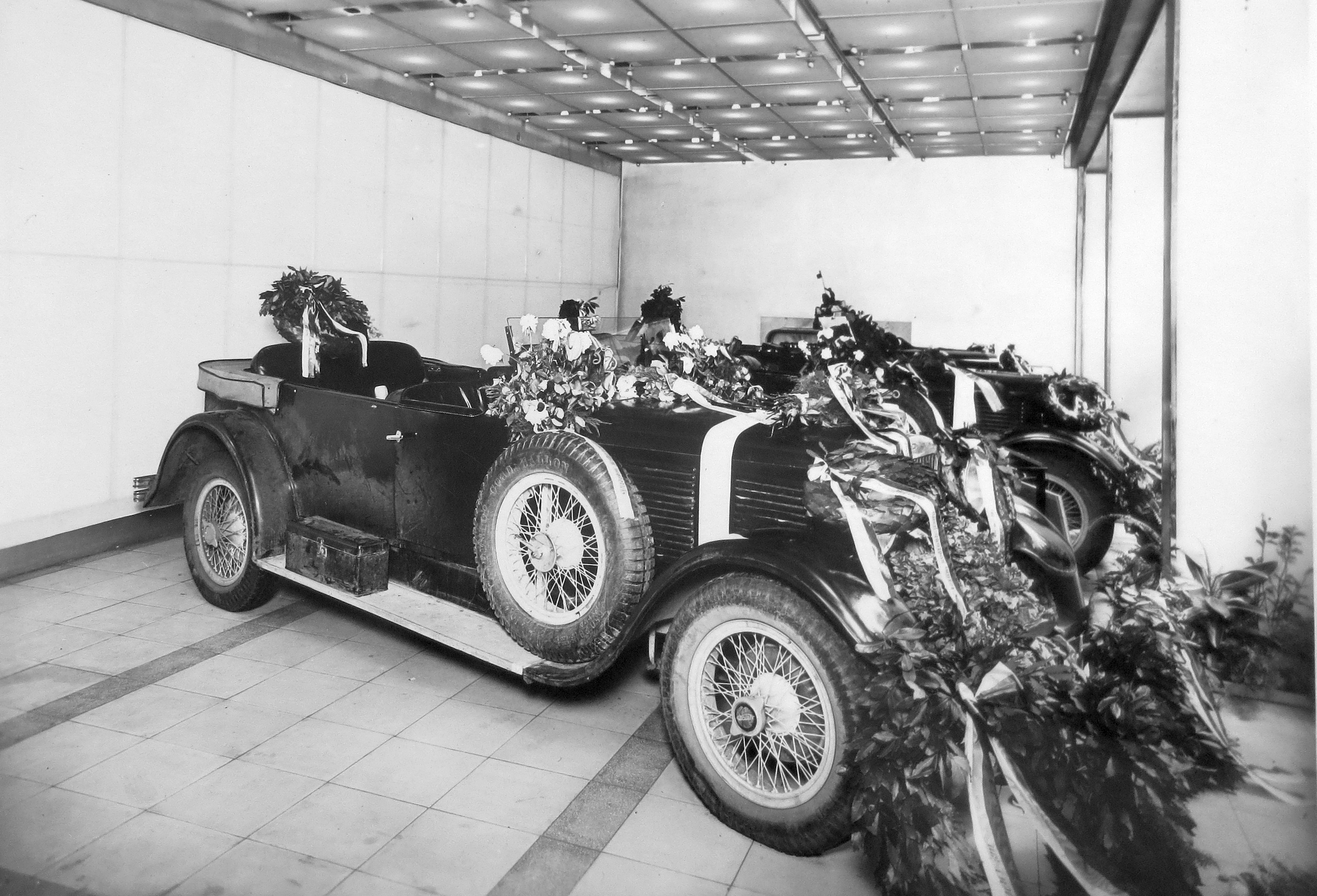
Vozy Walter Super 6 vystavené po vítězství v reprezentační prodejně Walter v Platnéřské 11
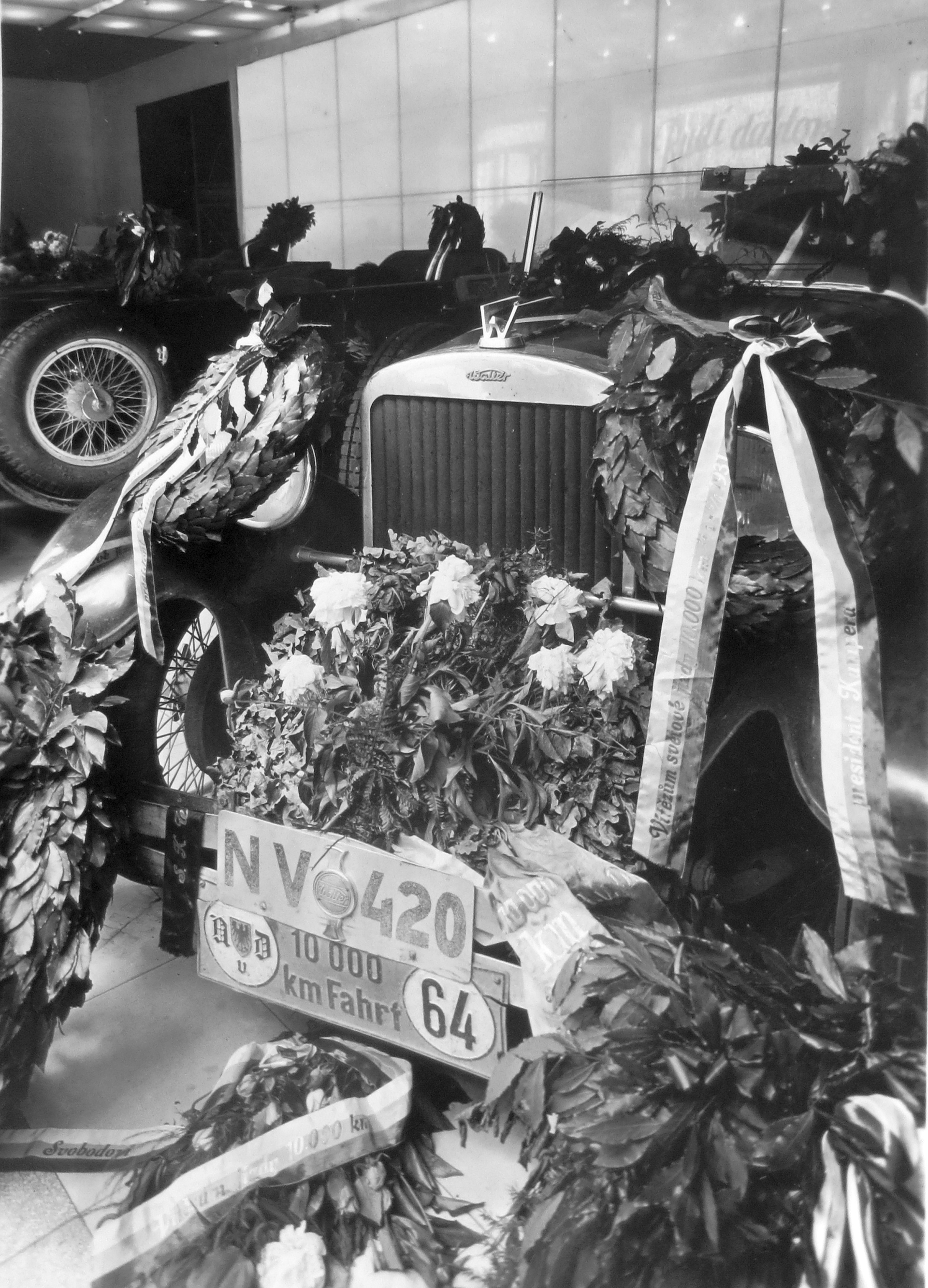
Walter Super 6 posádky Jindřich Knapp – František Němota (st. č. 64)
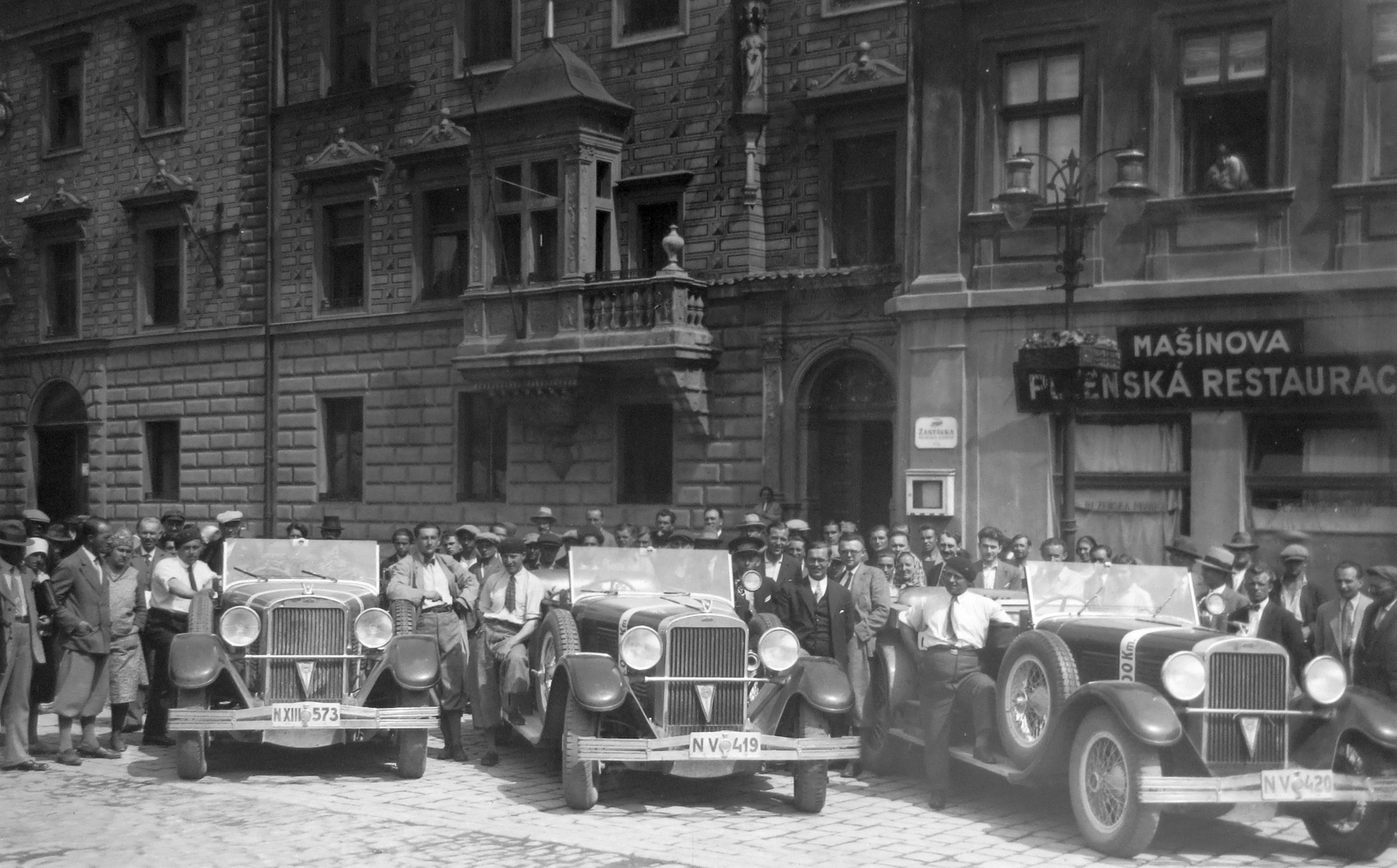
Továrna Walter po vítězství zorganizovala propagační jízdy do prodejen Walter v ČSR (Kolín)
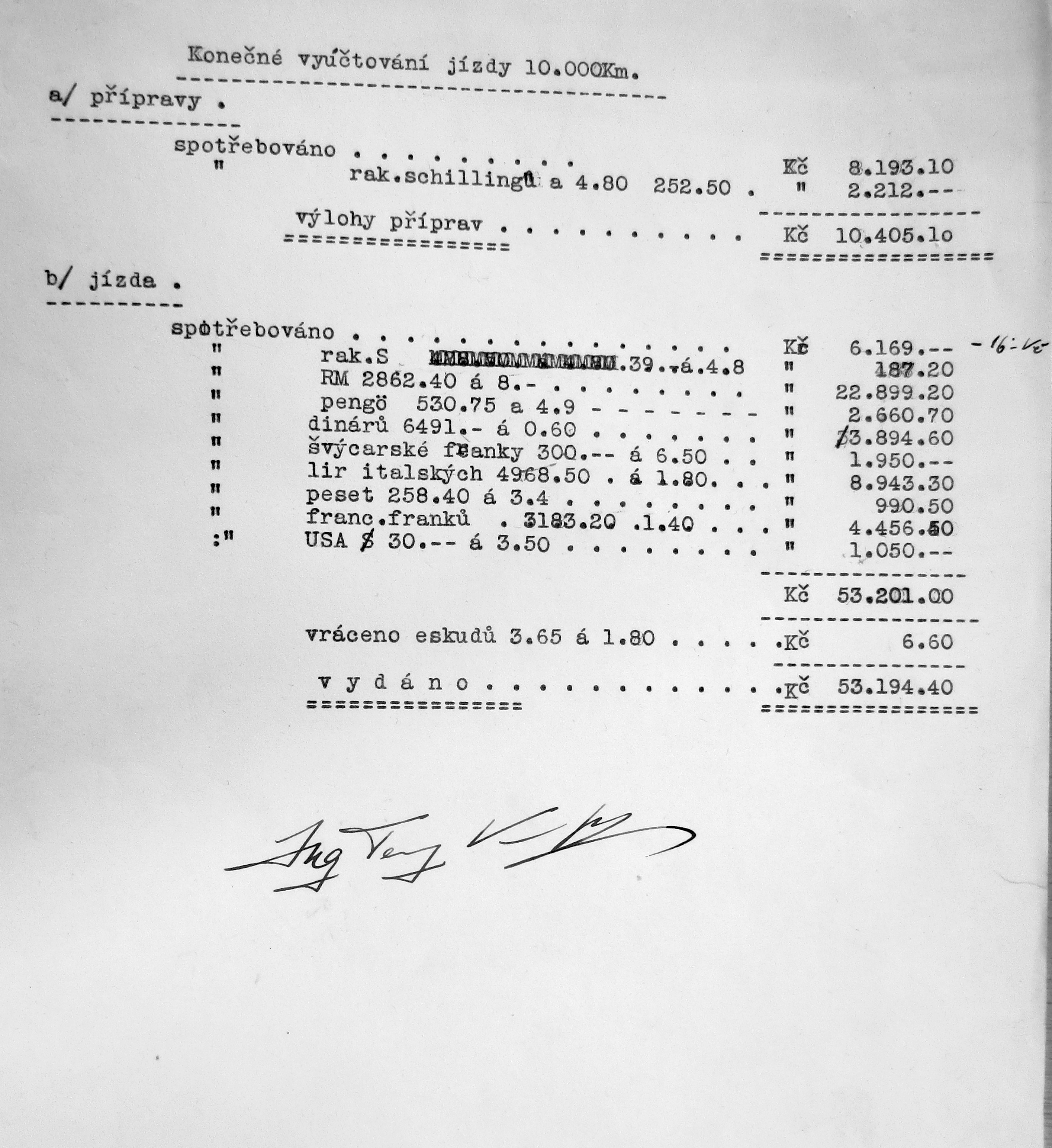
Vyúčtování nákladů Jízdy 10 000 km podepsané generálním ředitelem Walter ing. Antonínem Kumperou

- Lounská růžicová jízda – II. a III. národní soutěž spolehlivosti

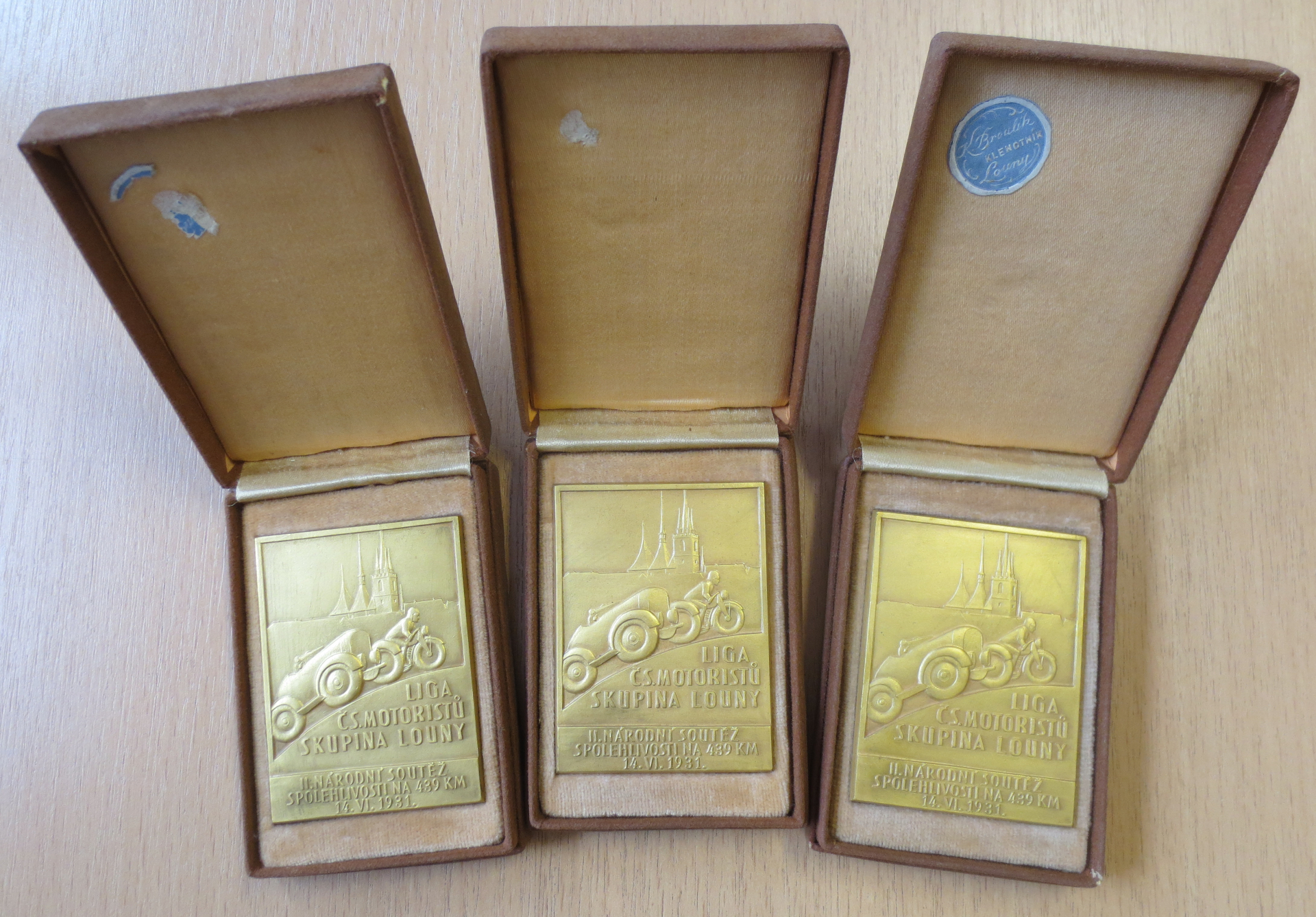
Walter Super 6 vítězí na II. národní soutěži spolehlivosti v Lounech (14.6.1931)

Již o týden později po návratu z Berlína (14. června 1931) se úspěšný tým Walter zúčastnil II. ročníku Lounské růžicové jízdy, která byla uspořádána v rámci známé krajinské výstavy v Lounech a byla ve stejný den slavnostně za přítomnosti p. ministra obchodu dr. Matouška zahájena. Organizace se ujala lounská skupina Ligy čsl. motoristů a tato soutěž spolehlivosti motorových vozidel měřila 439 km. Trať na okruhu, který se jel čtyřikrát, probíhala 19 městy (Louny, Slaný, Kladno, Rakovník, Postoloprty, Žatec, Kadaň, Chomutov, Jirkov, Most, Libochovice, Budyně, Roudnice, Mělník, Velvary, Bílina, Teplice, Lovosice, Třebenice) a asi 90 obcemi. Přihlásilo se 80 závodníků, startovalo 65. Jelikož byly v propozicích pro jednotlivé kategorie stanoveny dosti vysoké rychlostní průměry, vyvinul se ze soutěže opravdový rychlostní závod, který měl všechen vzruch jako Zbraslav – Jíloviště, a všeobecně se říkalo, že je to „Zbraslav na 8 hodin". Velkou pozornost vzbudily dva domácí týmy. Byl tu tým tří „rudých ďáblů od Waltrů“, které zvítězily v týmové soutěži 10 000 km Evropou a s nemenším zájmem se hledělo k vozům Praga, která vyslala do soutěže vozy Alfa a Piccola. Mezi těmi, kdo beztrestně absolvovali trať a dostali pozlacenou plaketu, byl kompletní tým Walter Super 6: ing. Antonín „Teny“ Kumpera, JUDr. Vítězslav Kumpera a Jindřich Knapp s vozy Walter Super 6. O rok později (12. června 1932) se této soutěže – avšak úspěšně – zúčastnil na voze Walter Super 6 jen Leo Sabat.
- Alpský pohár

Walter Super 6 jel v tomto roce také 6etapový mezinárodní Alpský pohár (31.7.–5.8.1931) s týmem ve stejném složení jako Jízdu 10 000 km AvD, ale tým nebyl klasifikován pro nehodu jednoho z nich. Alpský pohár 1931 uspořádaly společně Německo, Rakousko, Švýcarsko, Itálie a Francie a měl tyto etapy: I. etapa: Mnichov—Innsbruck; II. etapa: Innsbruck—Svatý Mořic; III. etapa: Svatý Mořic—Turín: IV. etapa: Turín— Nizza; V. etapa: Nizza—Ženeva; VI. etapa: Ženeva—Bern. Ve IV. etapě z Turína do Nice, která vedla přes Ligurské Alpy, jeden z vozů Walter Super 6 totiž ve vlásenkovité zatáčce havaroval. Málem vrazil do jednoho z vozů, který chtěl zatáčku projet pozpátku (!). Aby řidič zabránil kolizi a pádu obou vozů po strmém srázu, vyjel v serpentině mimo silnici do kopce a narazil na skálu. Vůz se stal neschopným další jízdy. Továrna po této nehodě odvolala ze soutěže oba zbývající vozy, protože se tým takto rozpadl. Podle propozic by totiž zbývající vozy Walter Super 6 nemohly být započteny ani do individuální klasifikace. Soutěž však dokončila posádka Vítězslav Kumpera st. – G. Čáslavský na voze Walter Bijou a získala upomínkovou medaili.
- Jihočeská vytrvalostní automobilová a motocyklová soutěž

Aktivní Jihočeský Autoklub z Českých Budějovic uspořádal v sobotu a v neděli (20.–21. září 1931) již 5. ročník oblíbené vytrvalostní soutěže. Vyjma soboty odpoledne, kdy se konaly zkoušky akcelerace a brzdění, téměř po celou dobu soutěže vytrvale pršelo. Proto museli účastníci na proslule špatných šumavských silnicích vynaložit veškeré úsilí, aby udrželi vozy na rozblácených cestách. Trať soutěže měřila 460 km a jelo se čtyřikrát na tom samém okruhu. V posledním okruhu byla doplněna rychlostní zkouškou do vrchu z Rudolfova na Hlincovu horu. Pozlacené plakety (vítězná trofej) obdrželi za svůj výkon ing. Jan Šusta, Rudolf Hansa a ing. Vl. Vlček (všichni na vozech Walter Super 6, st. č. 34–36), současně vítěznou trofej obdržel i celý tým Walter.
- IV. soutěž Napříč Šumavou

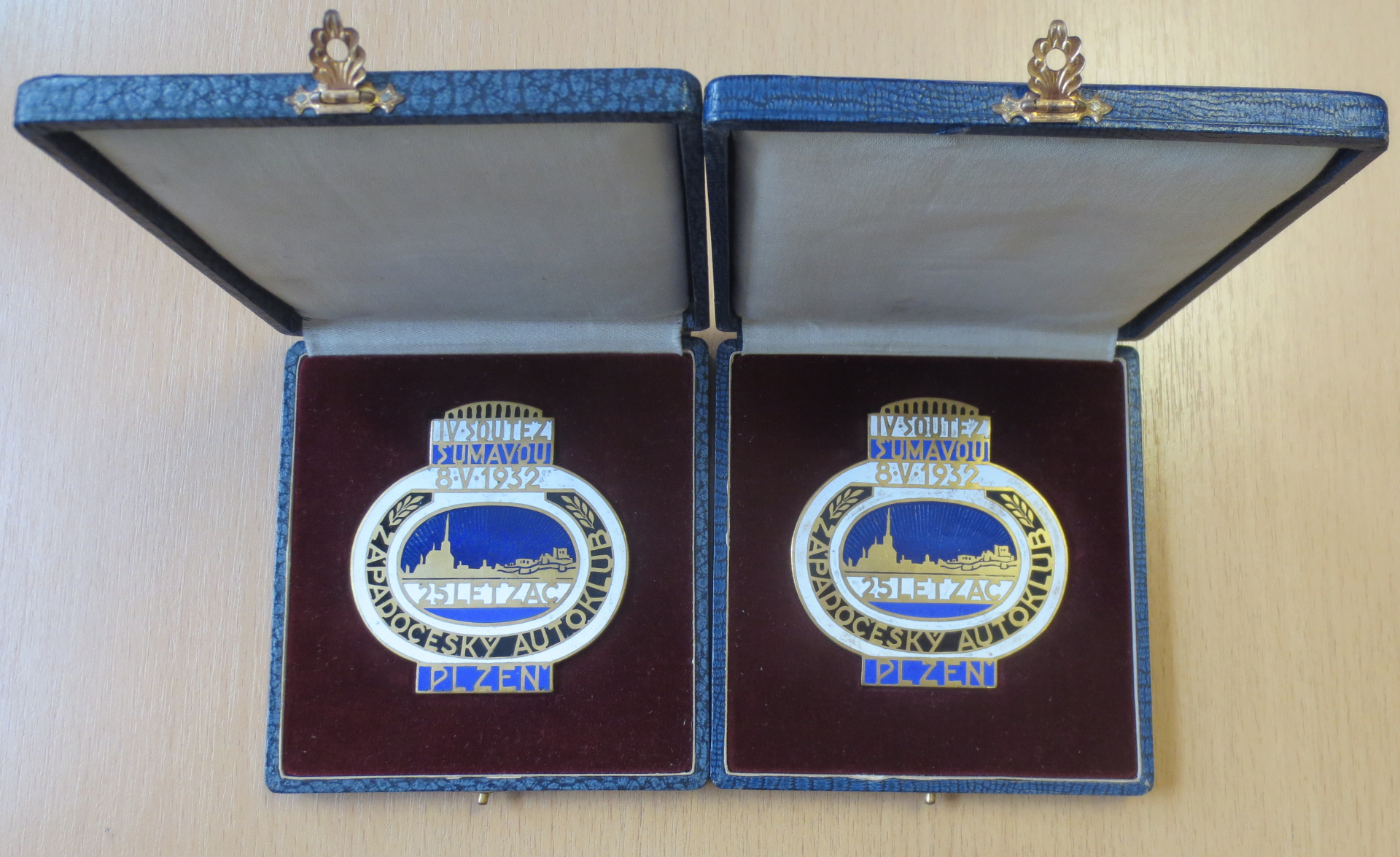
Walter Super 6 a Walter Bijou vítězí na IV. soutěži Napříč Šumavou (8.5.1932)

Tuto soutěž uspořádal 8. května 1932 Západočeský Autoklub Plzeň jako sportovní podnik vyhrazený majitelům licencí AKRČs., který byl přístupný motocyklům, sidecarům a automobilům. Trať dlouhá 385,6 km byla vedena po trase Plzeň – Klatovy – Kašperské Hory – Prášily – Nýrsko – Stříbro – Plzeň. Soutěž se konala v rámci oslav 25letého jubilea Západočeského autoklubu. Dojelo celkem 76 závodníků. Z nich 36 získalo pozlacené plakety, 28 stříbrnou, l bronzovou plaketu a 11 diplomů. Pozlacené plakety získali ve skupině 45 km/h mj.: team Walter-Bijou (Leo Sabath, Václav Pauer, Fr. Ulč) a stříbrné plakety: Jaroslav Manda, Walter Super 6, a Věra Vlčková rovněž na Walter Super 6.
- Slovenská osma

Slovenská osma, uspořádaná 15.–16. května 1932 Slovenským motorklubem Bratislava a autokluby v Košicích, Žilině a Bánské Bystrici, byla jeta jako dvoudenní soutěž, jejíž trať byla dlouhá 1015 km. Startovat k ní bylo možno v sídle kteréhokoliv z pořádajících klubů. Tedy v Bratislavě, Košicích, v Žilině nebo v Banské Bystrici. Tyto navzájem se protínající trasy vytvářely jakousi „osmu“. Jak bylo tiskem trefně zmíněno, tímto uspořádáním se soutěž stala zpravodajsky trochu nepřehlednou. Jaroslav Manda na Waltru Super 6 startoval v Bratislavě s cílem Košicích 503 km, druhý den se vrátil z Košic do Bratislavy po mírně změněné trase v délce 512 km. Zajímavá a vzrušující byla úporná honička Mandova „Rudého ďábla" s Turkovým „Červeným čertíkem" (Aero). Tito dva, nevázáni ohledy a disciplínou týmové jízdy, pořádali po oba dny v čele bratislavské skupiny pravé dostihy. Za svůj výkon v kat. nad 2000 cm3 získal Jaroslav Manda (Walter Super 6) nejhodnotnější cenu, pozlacenou plaketu. Celkem startovalo 49 účastníků, dojelo 40 a 9 se vzdalo pro defekty a následně byli vyloučeni ze soutěže.
- IV. Ostravský okruh

U ostravského Bělského lesa se uskutečnil 12. června 1932 již IV. ostravský okruh, který uspořádal Moto-auto-club v Moravské Ostravě jako první rychlostní silniční závod sezóny. Všechno, co se od počátku roku jelo byly jen soutěže a hvězdicové jízdy, kdežto závody byly pouze dva a ty oba nikoliv na silnicích ale v terénu. Tím je vysvětlen velký zájem, který na sebe soustředil ostravský okruh, a to jak ze strany jezdců, tak také obecenstva. Měl četnou a kvalitní účast, a návštěvu rovněž velmi pěknou (40 000 diváků). Okruh měřil 11,6 km a automobily jely jen jedno kolo. Celkovým vítězem se stal A. Szczyzycki na Wikovu 7/28 Sport (1480 cm3) 8:01,7 min (kategorie do 1,5 litru), druhý skončil Jaroslav Manda, Walter Super 6 (3257 cm3) v čase 8:10,1 min a současně vyhrál kat. vozů přes 1,5 litru.

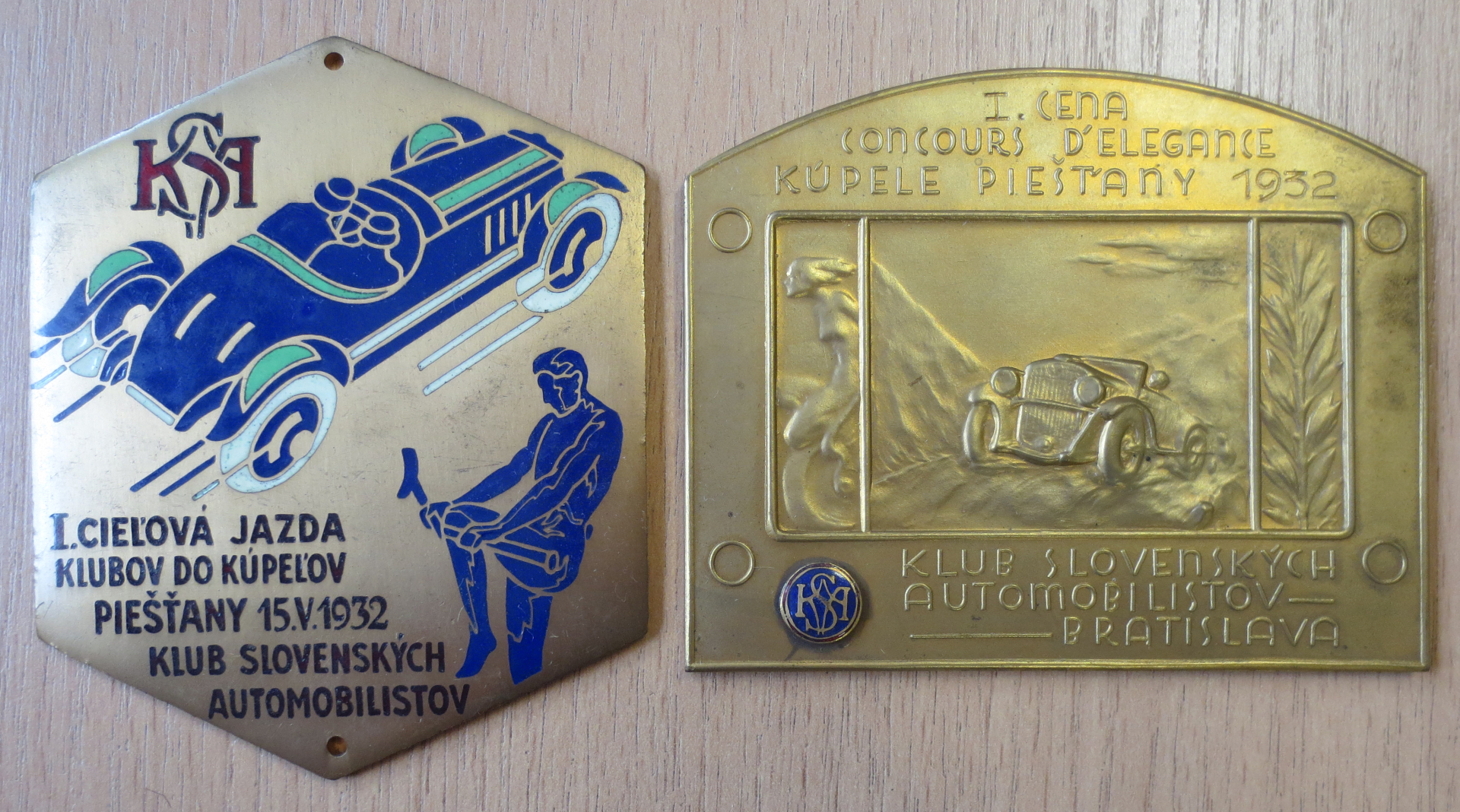
Medaile k I. ceně v Concours d´Elegance v Piešťanech pro Walter Super 6 (16.5.1932)

- Soutěže elegance – Concours ď Elegance

Výlučným pořadatelem mezinárodních výstav automobilů (dle rozhodnutí mezinárodní AIACR) byl pouze Autoklub RČs. Ostatní autokluby toto privilegium obcházely pořádáním Soutěží elegance. Jenom v roce 1932 se konaly tři „konkurzy“. V Brně na výstavišti (8. května) a dva v lázeňském prostředí (Piešťany – 16. května, Luhačovice – 13. a 14. srpna). Všech těchto přehlídek se účastnily automobily Walter. Mimo „jistých“ vítězů (bratři Kumperové s limuzínou a kabrioletem Walter Royal) lze jmenovat i soukromé jezdce i na Walter Super 6: ing. V. Vokouna, Jar. Horáka, V. Balcara, ing. Dohnálka, Sedláčka atd. Všichni tito účastníci obdrželi zpravidla nejvyšší ocenění – Zlatou stuhu, I. cenu se zlatou páskou nebo pozlacenou či zlatou plaketu. Pikantní na tom je, že v roce 1932 se pražský autosalon – v důsledku krize – vůbec nekonal.
Mimo uvedených soutěží byly tyto vozy účastny i dalších podniků, jako např. III. a IV. automobilové soutěže spolehlivosti Krajem Žižkovým na 316 km (1931, 1932), I. jarní Královo-Hradecká soutěž spolehlivosti a pravidelnosti (3.4.1932), III. soutěž spolehlivosti a pravidelnosti Valašskem na 300 km, závod do vrchu o Labský pohár města Litoměřic (11.9.1932) atd.
Walter Super 6 lze tedy označit z hlediska účasti na automobilových soutěžích za nejúspěšnější cestovní automobil celé historie jinonické továrny.

## Technické údaje
Motor a převodovka:
- typ: zážehový, kapalinou chlazený řadový šestiválec (R6)
- zdvihový objem: 3257 cm³
- vrtání: 80 mm
- zdvih: 108 mm
- rozvod: OHV
- karburátor: 2x Zenith HAK 30
- zapalování: magnetoakumulátorové Bosch
- výkon: 51,5 kW/70 k při 3000 ot./min
- převodovka: 4+Z se synchronizací třetího a čtvrtého stupně a s volnoběhem Walter Maybach

Karoserie a podvozek:
- typy karoserií: limuzína, touring (faeton), kabriolet
- rozvor: 3300 mm
- rozchod vpředu: 1400 mm
- rozchod vzadu: 1400 mm
- rozměry vozu: délka 4700-5400 mm, šířka 1600 mm, výška 1700–1780 mm
- pohotovostní hmotnost: 1650 kg
- hmotnost podvozku: 1020 kg
- brzdy: kapalinové, bubnové brzdy Lockheed s podtlakovým posilovačem Bosch-Dewandre na všechna kola, ruční na zadní kola
- rozměr pneu: 6,50/7,00 - 20"
- spotřeba paliva: 16 l/100 km
- max. rychlost: 130 km/h

## Galerie

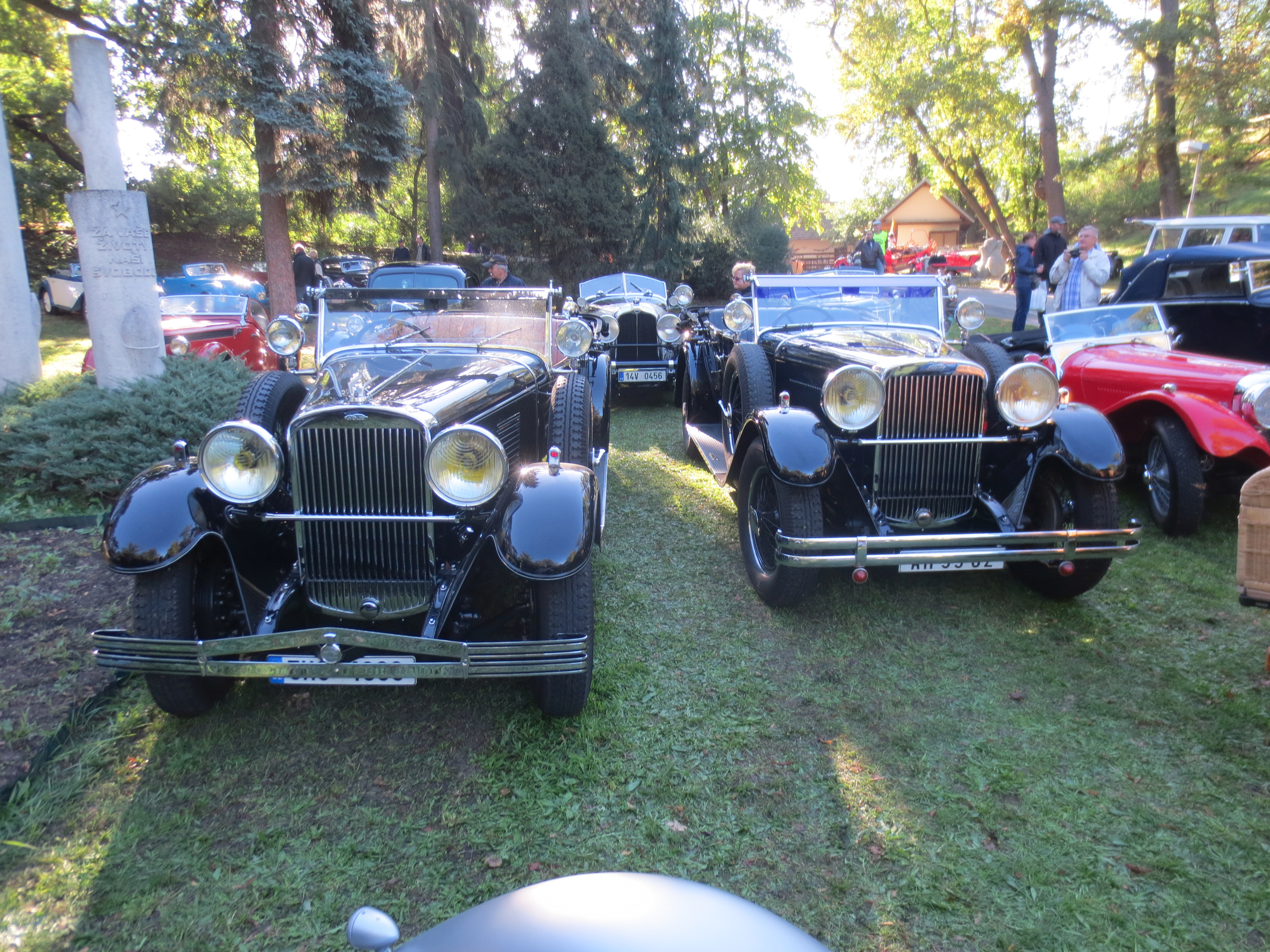
Walter Super 6 (1930) touring v dvojnásobném zastoupení na Brno - Soběšice 2018
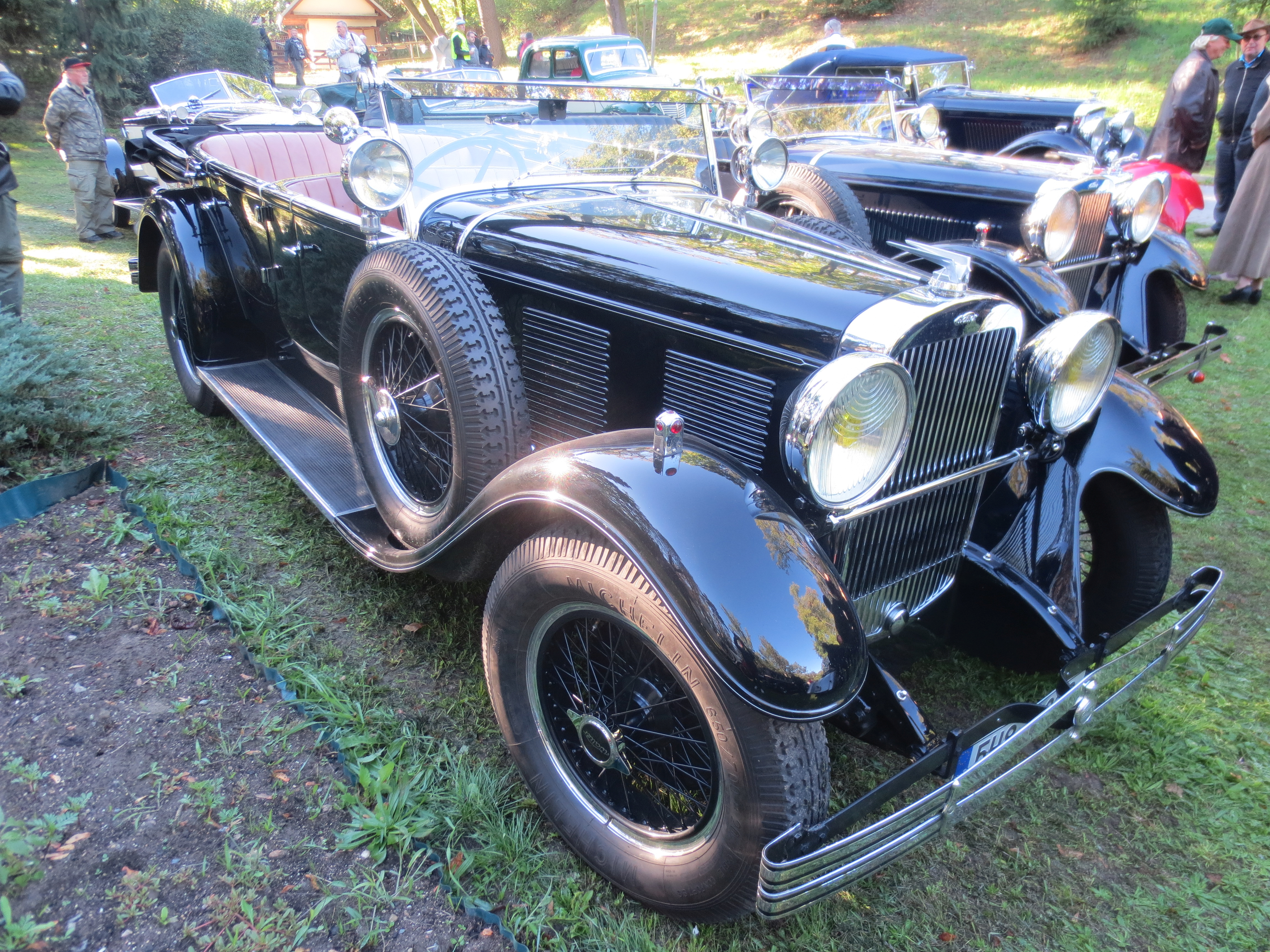
Walter Super 6 (1930) touring v dvojnásobném zastoupení na Brno - Soběšice 2018
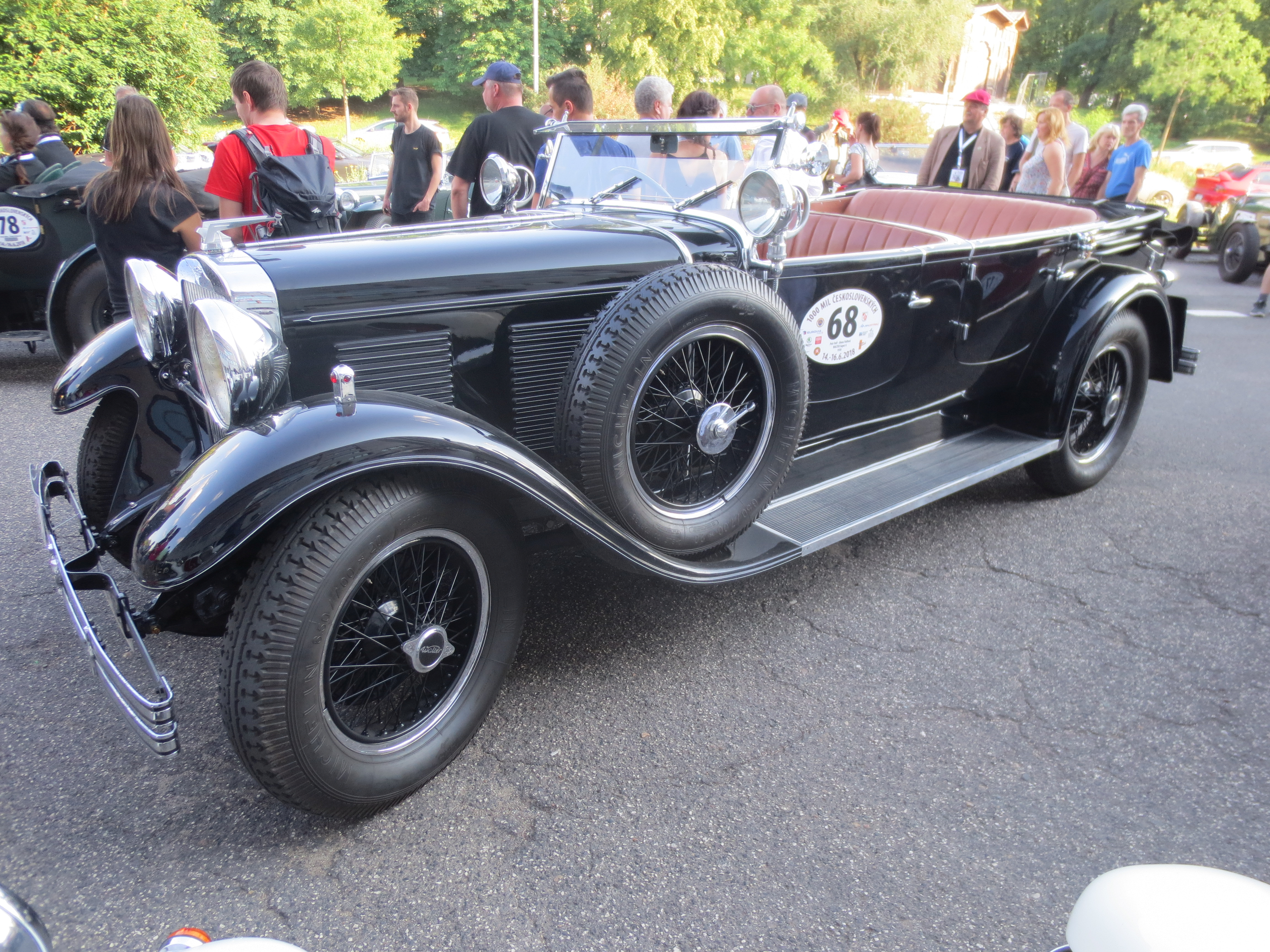
Walter Super 6 (1930) touring na 1000 mil čs. 2018
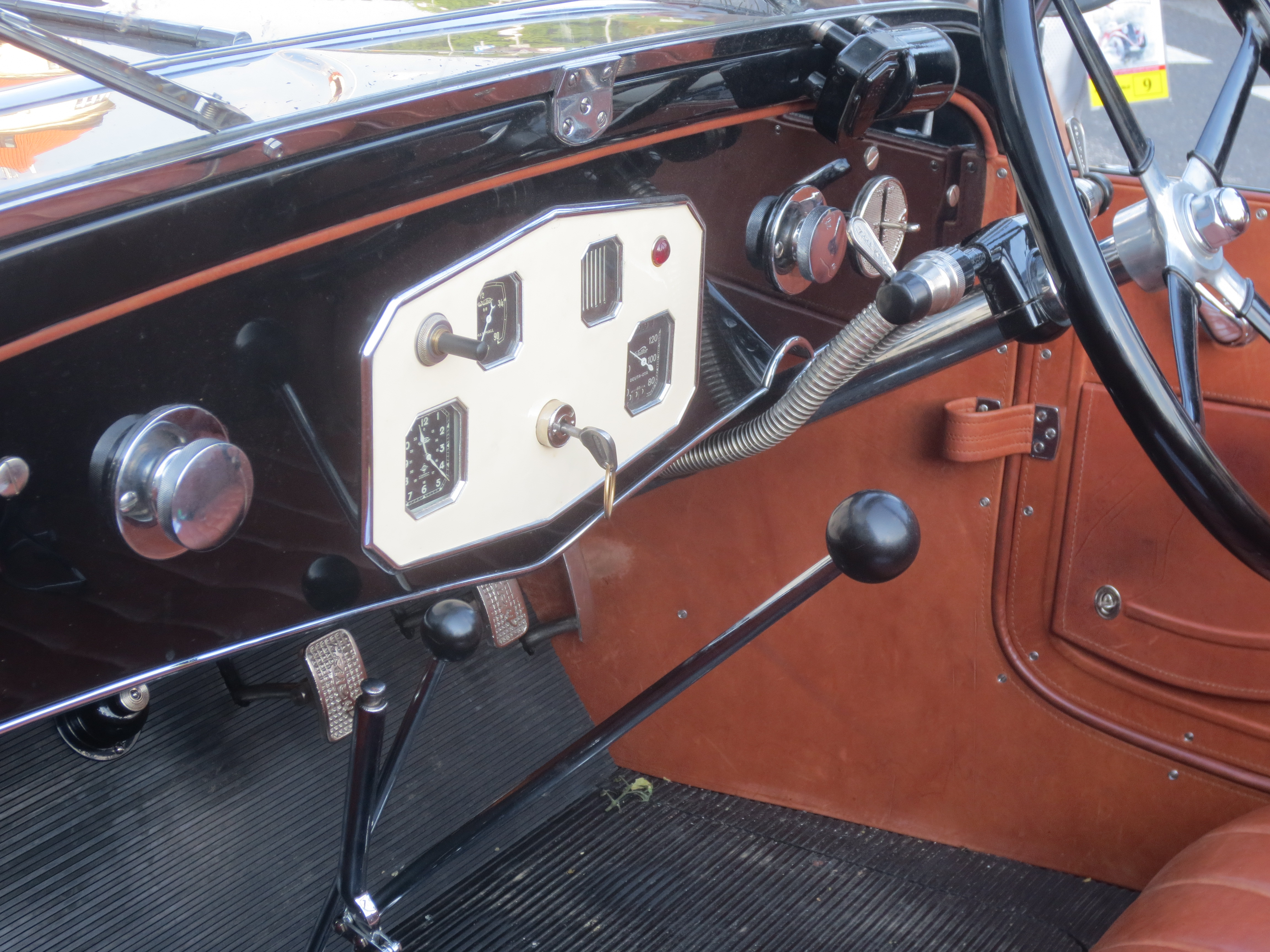
Walter Super 6 (1930) touring na 1000 mil čs. 2018
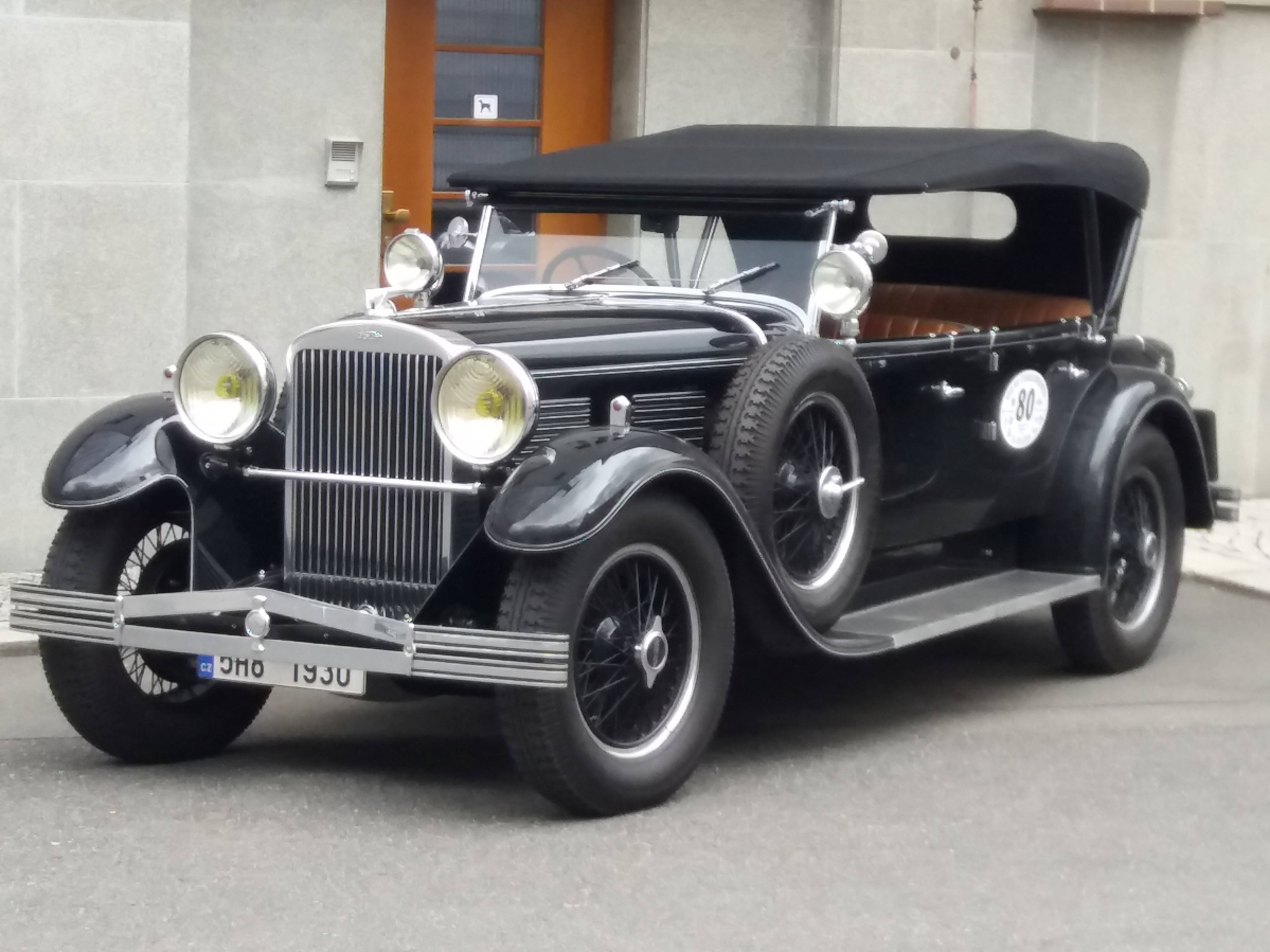
Walter Super 6 (1930) touring na 1000 mil čs. 2019
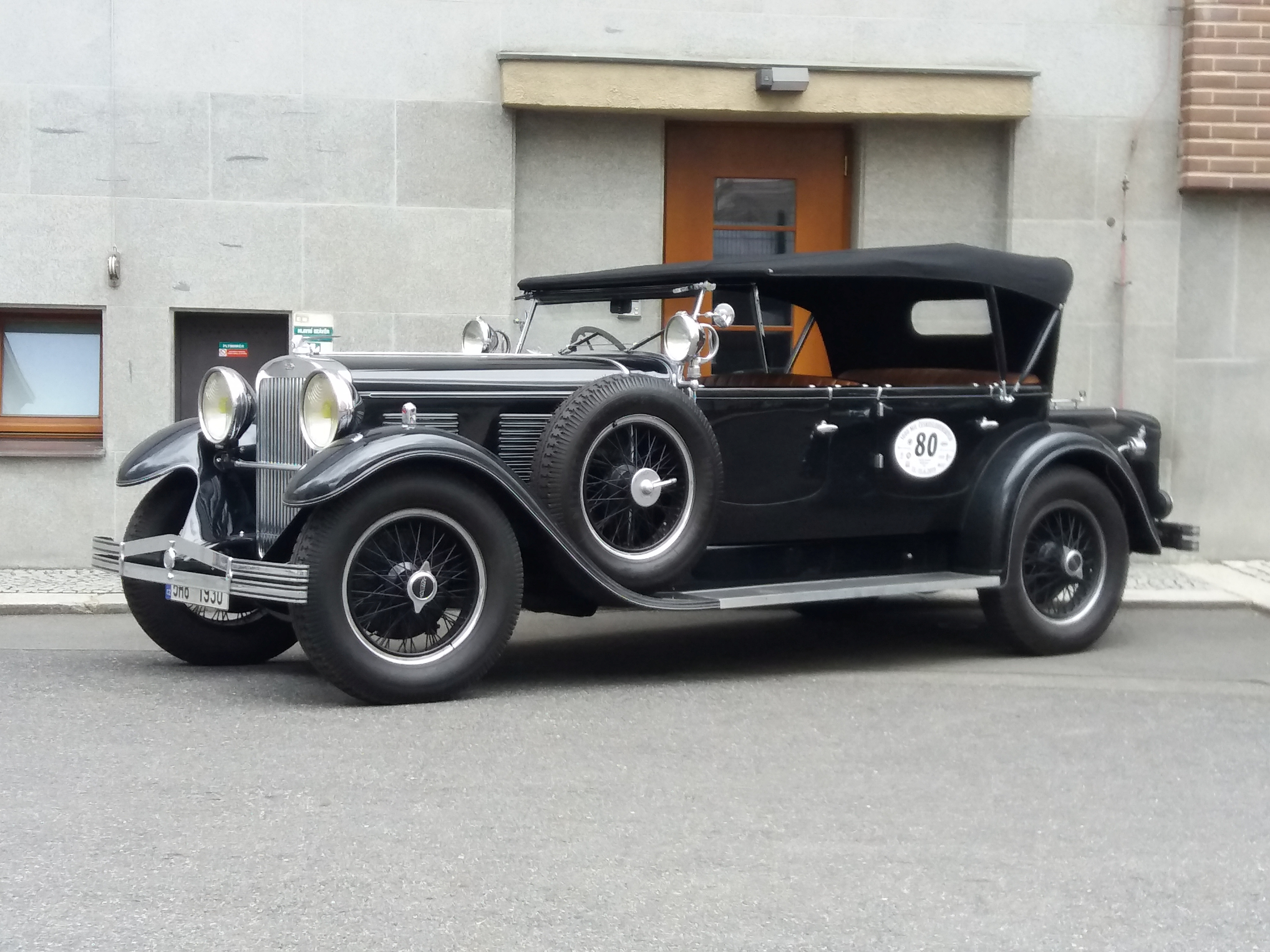
Walter Super 6 (1930) touring na 1000 mil čs. 2019
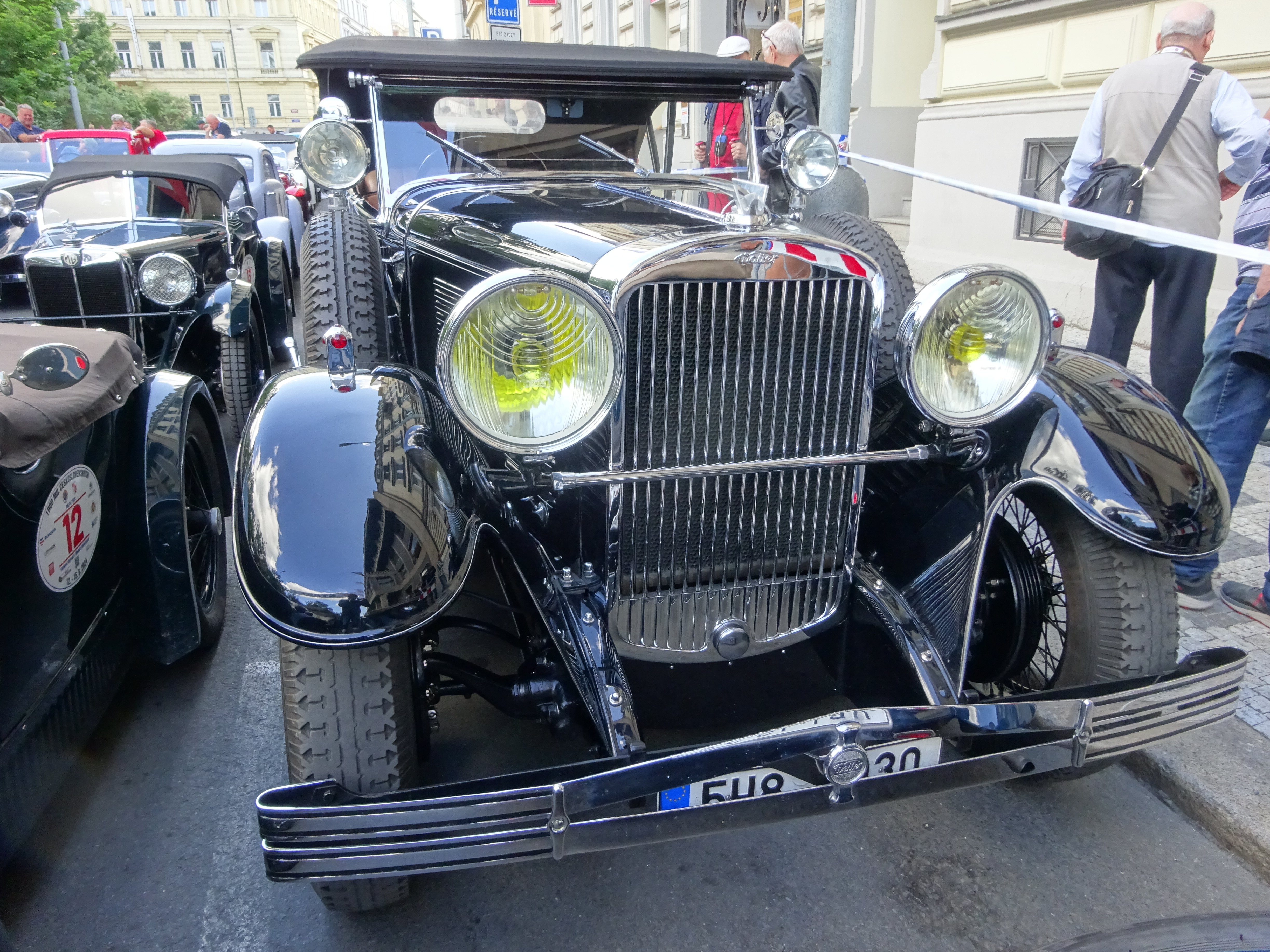
Walter Super 6, čelní pohled (1000 mil čs. 2024)
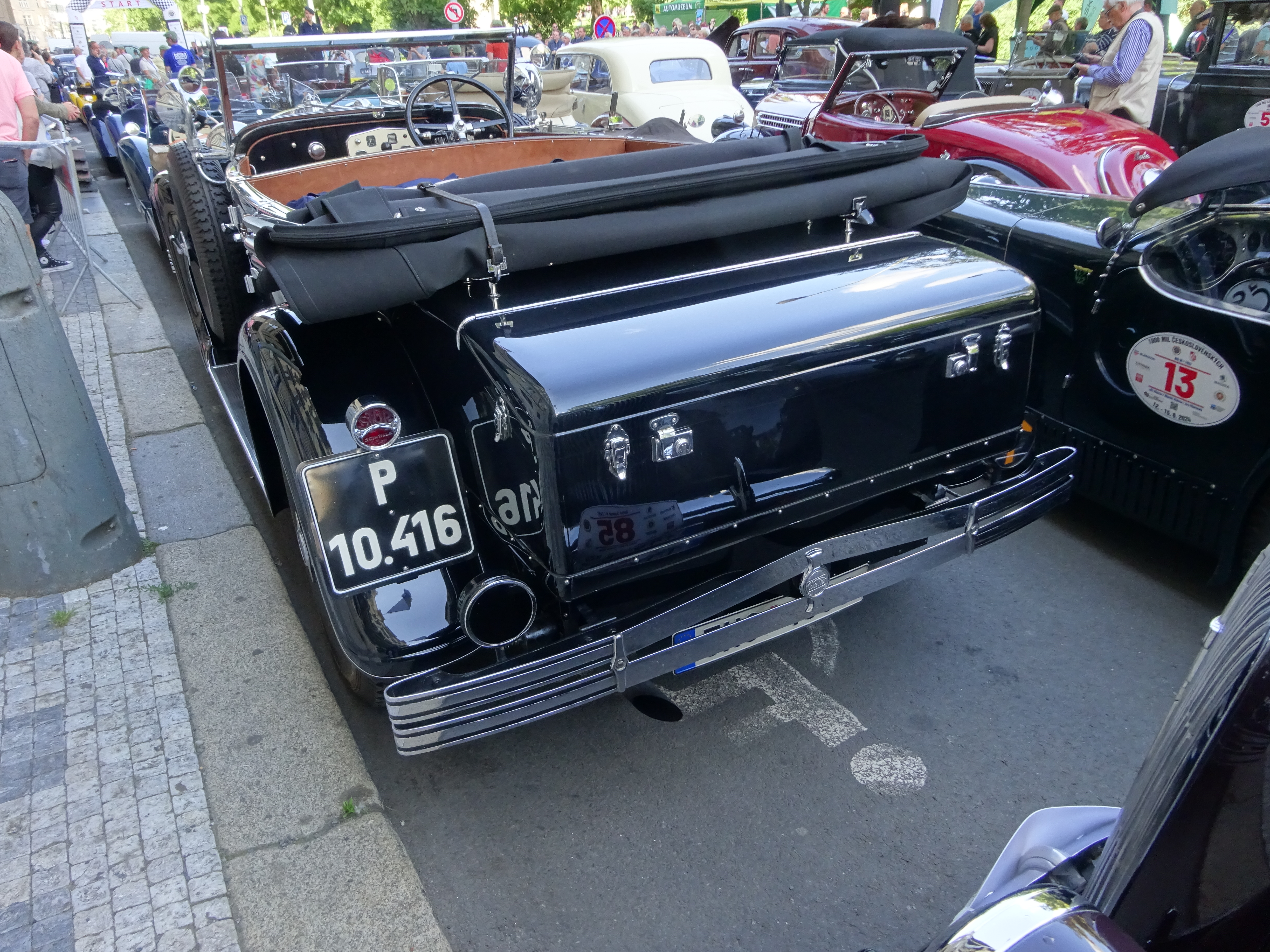
Walter Super 6, záď vozu (1000 mil čs. 2024)
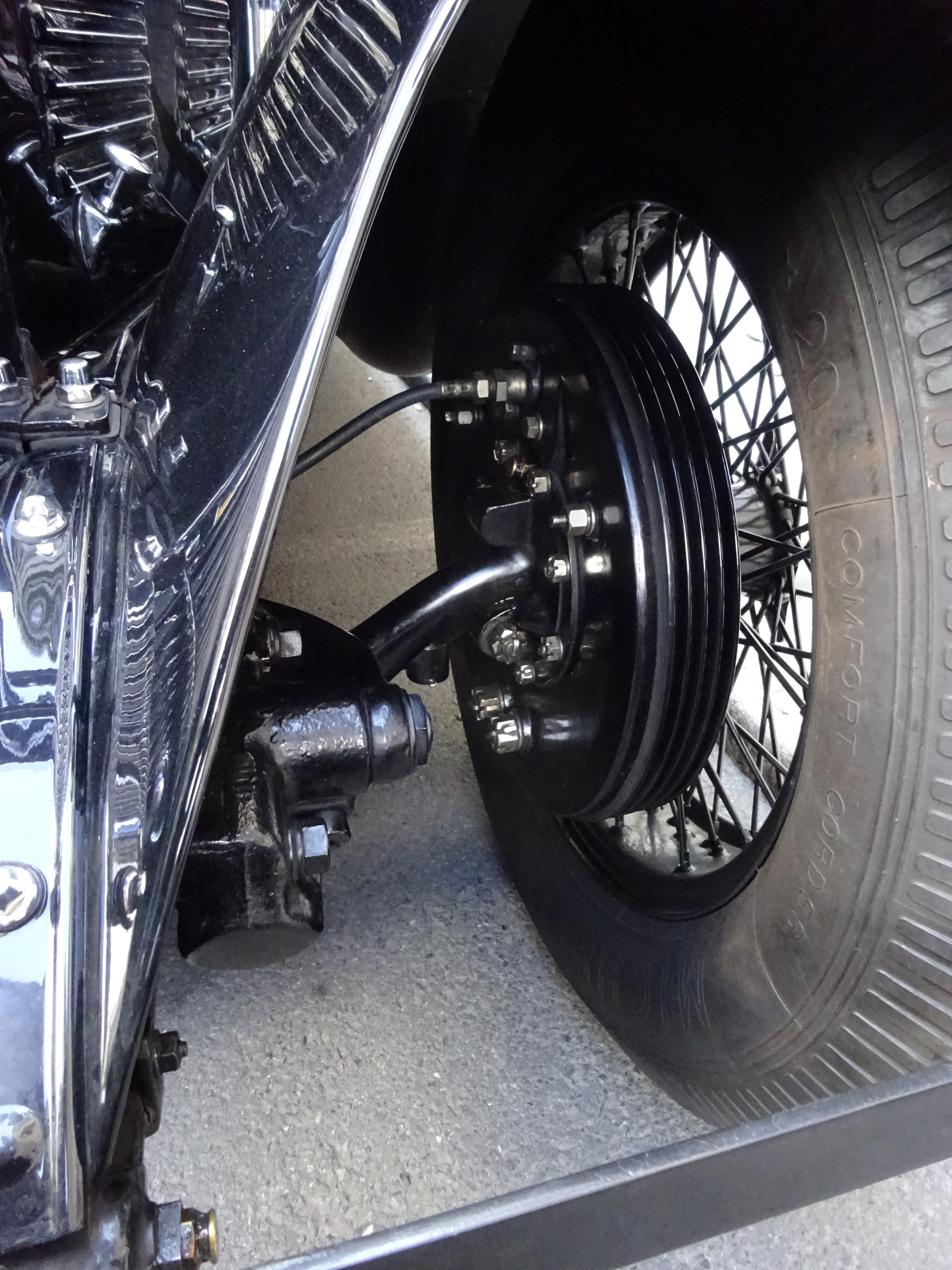
Walter Super 6, detail mohutně žebrovaných brzd (1000 mil čs. 2024)
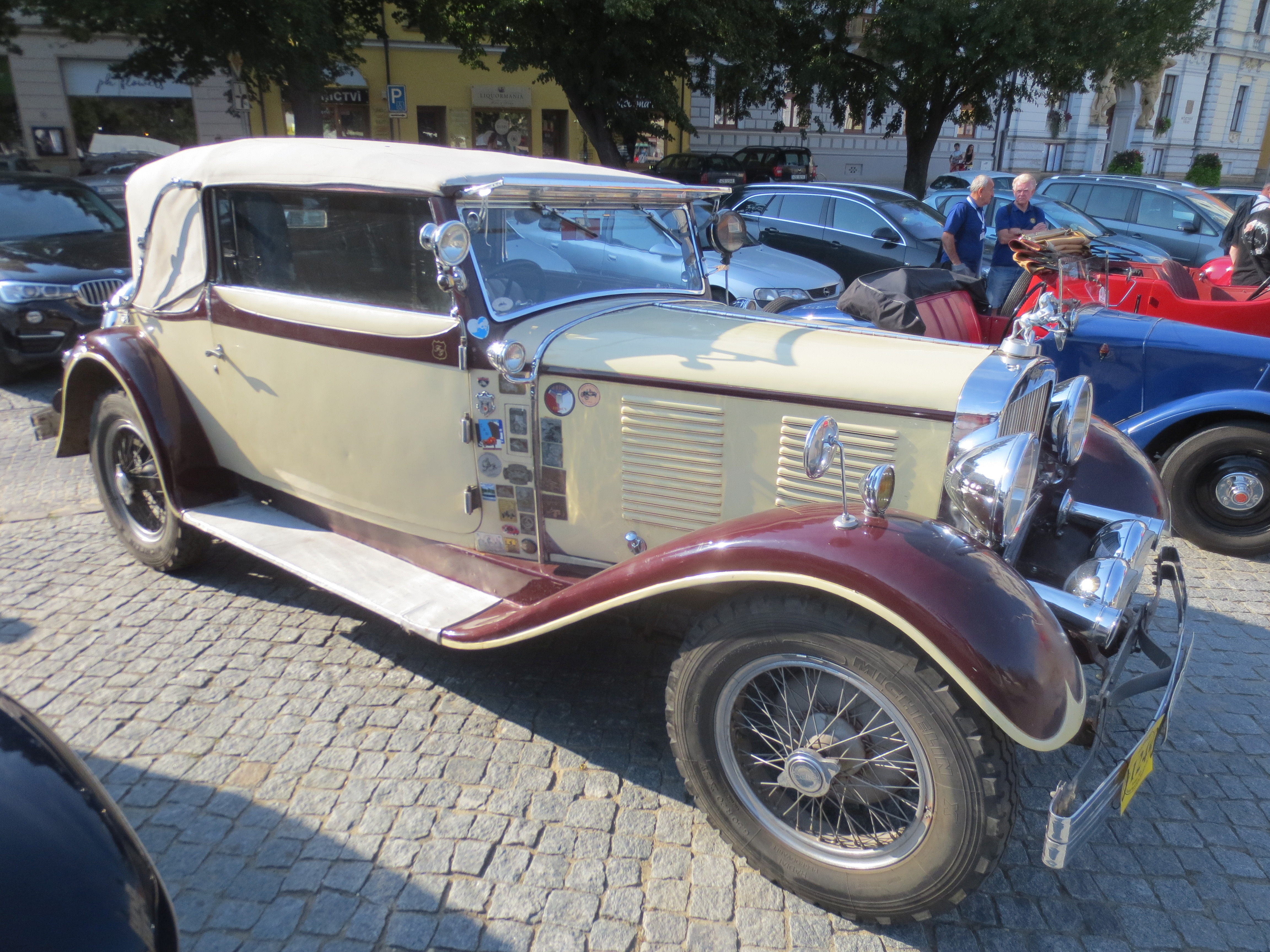
Walter Super 6 (1930) kabriolet na Veteránech Moravským Slováckem 2018
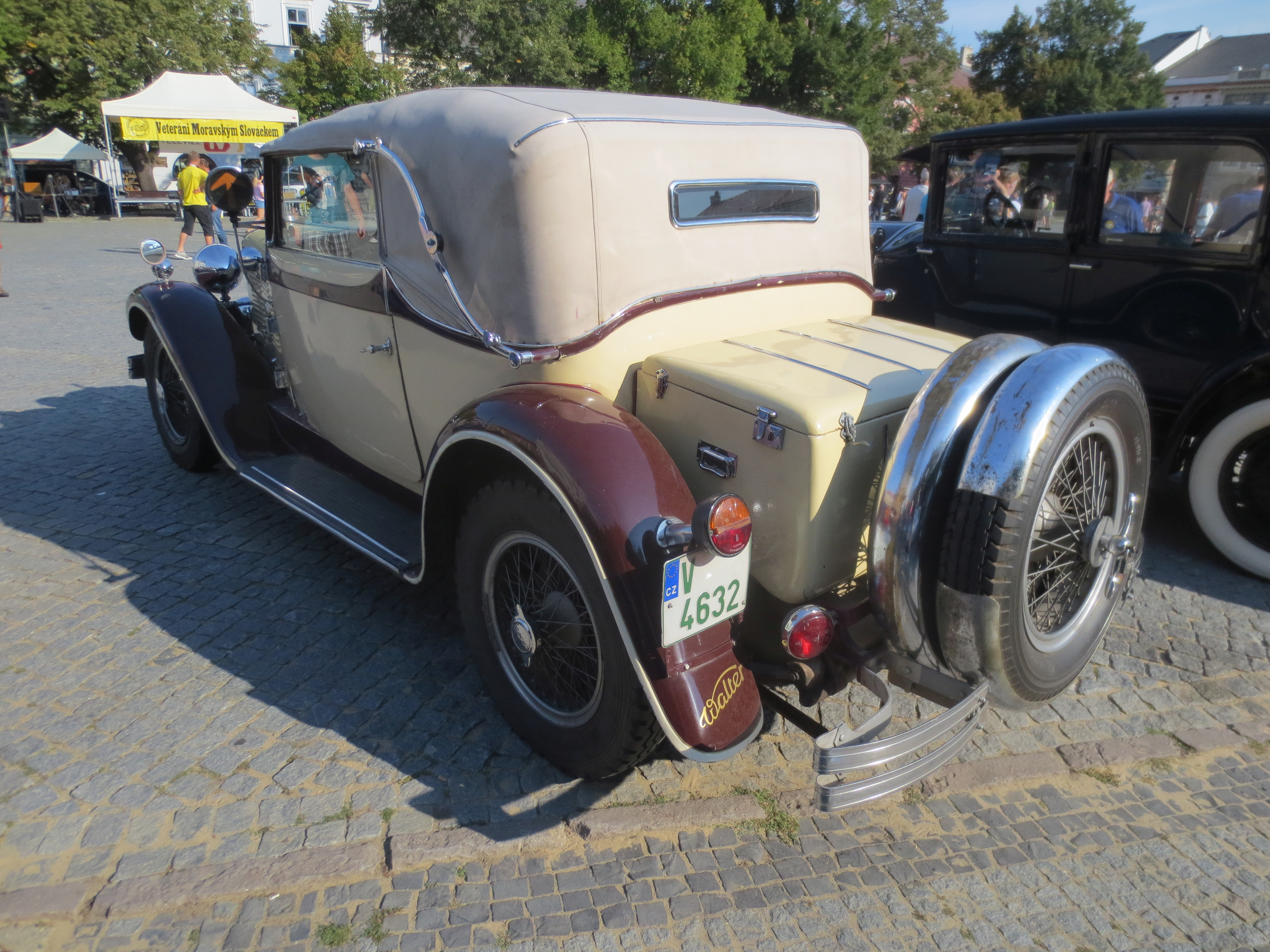
Walter Super 6 (1930) kabriolet na Veteránech Moravským Slováckem 2018
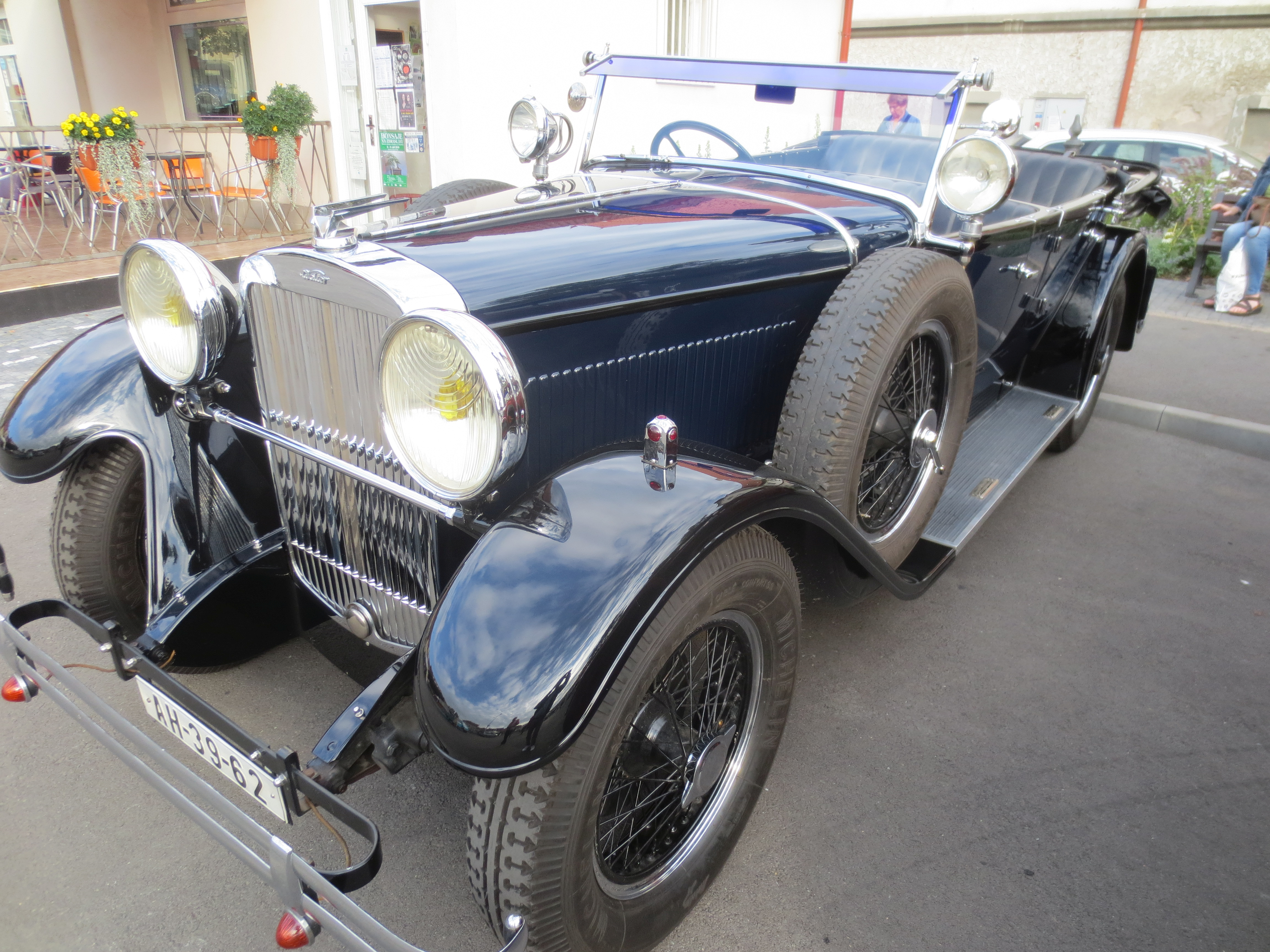
Walter Super 6 (1930) touring na Zbraslav - Jíloviště 2018
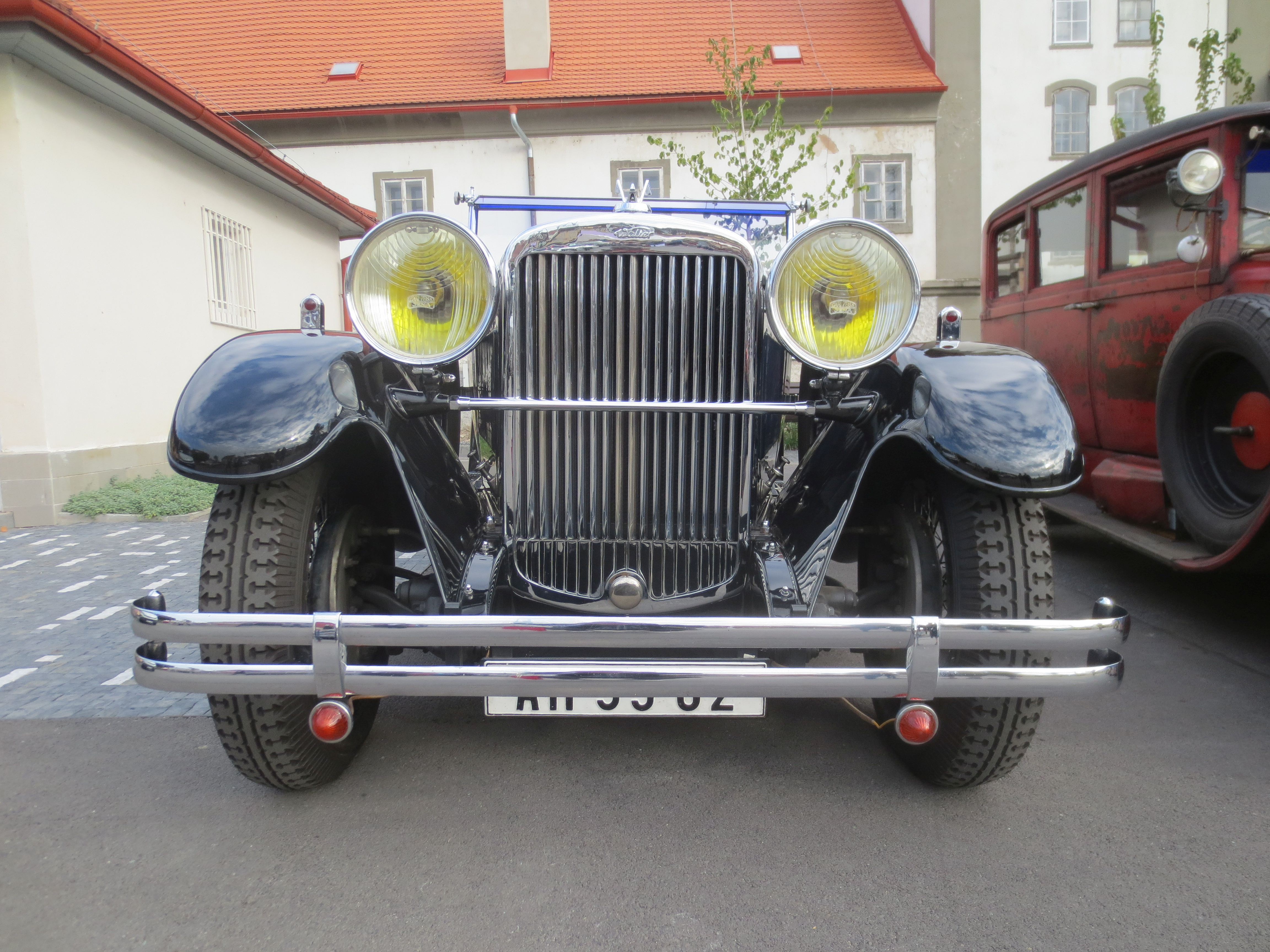
Walter Super 6 (1930) touring na Zbraslav - Jíloviště 2018
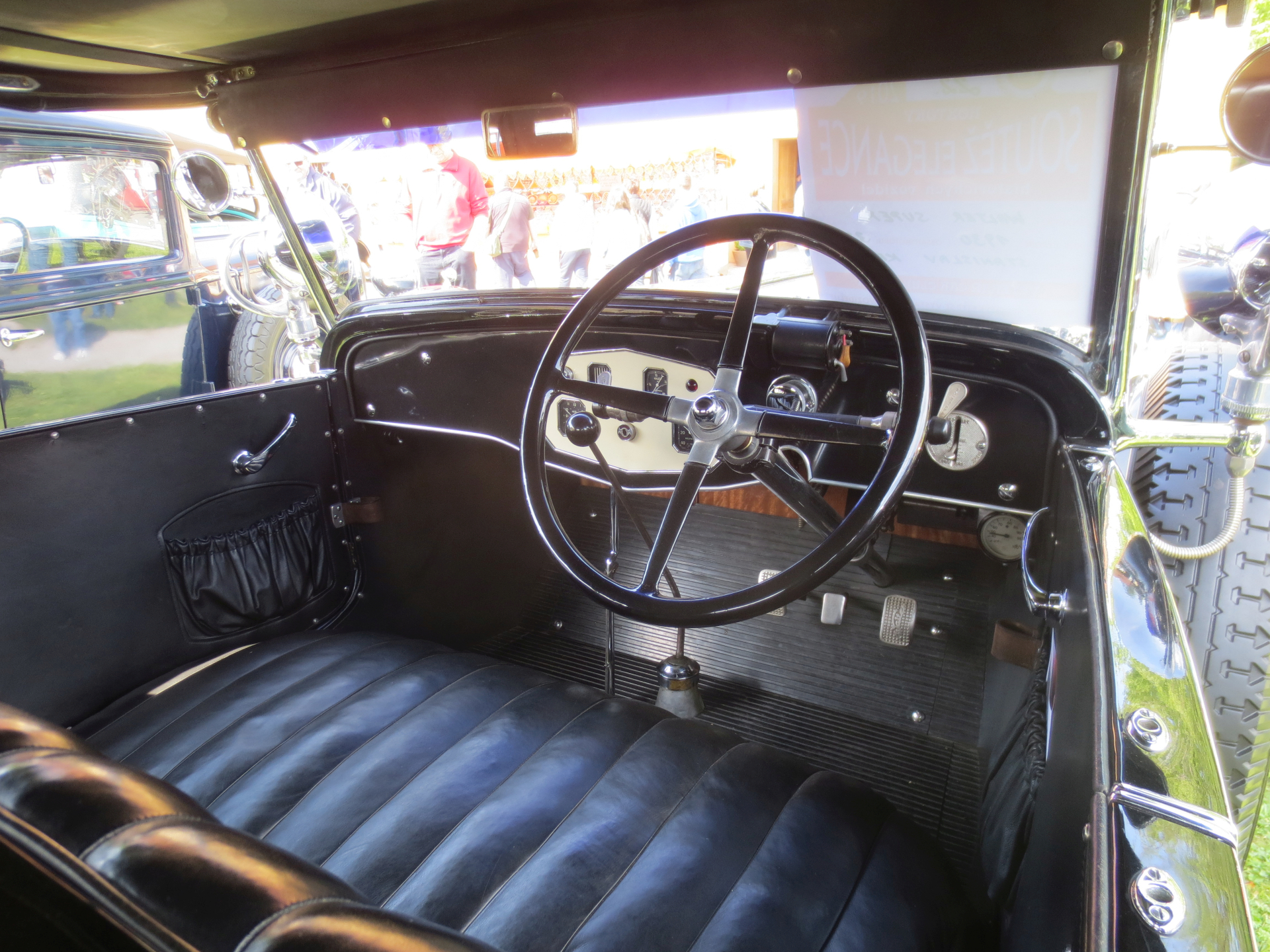
Walter Super 6 (1930), touring v Roztokách 2019
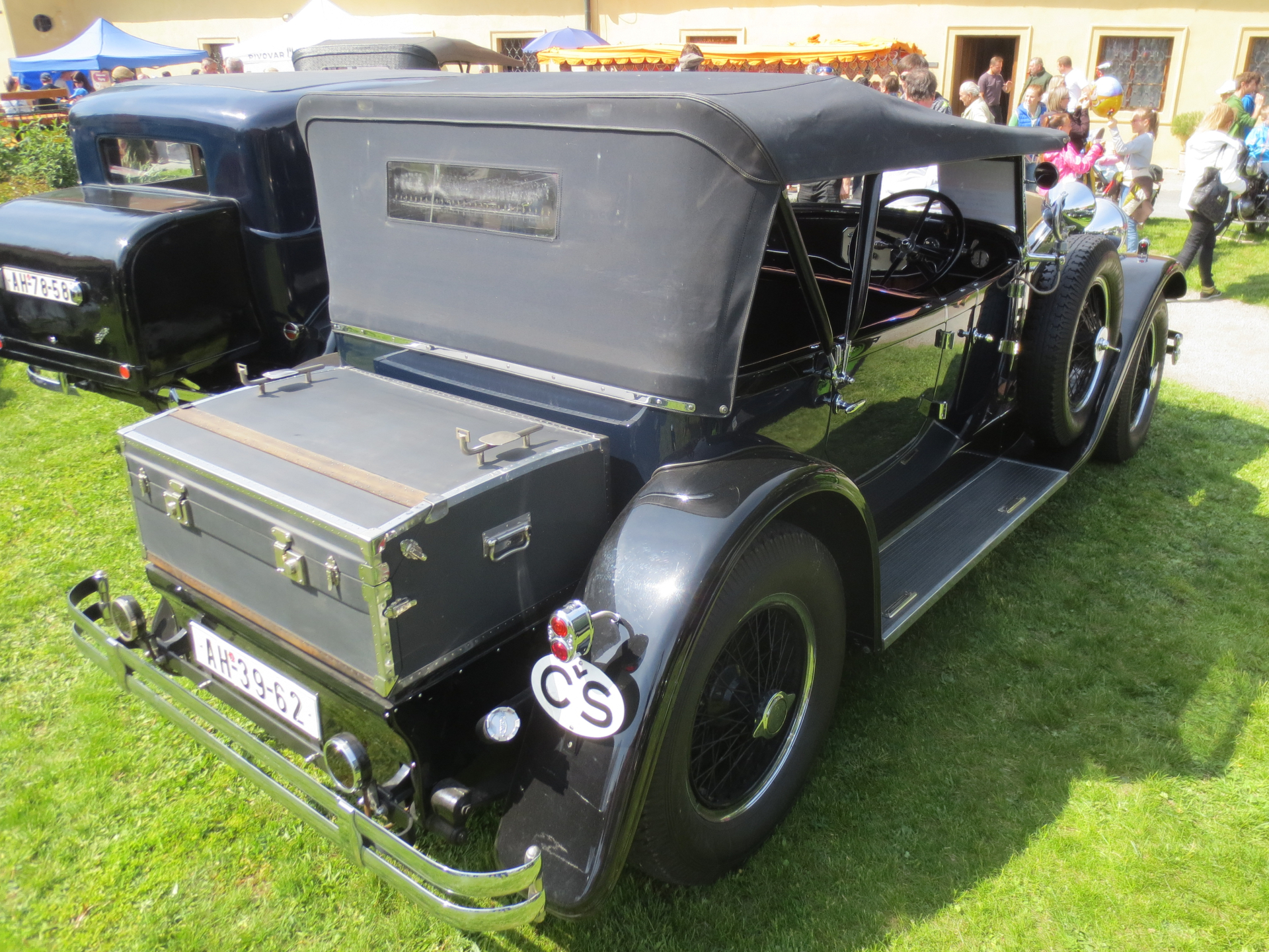
Walter Super 6 (1930), touring v Roztokách 2019

## Citát
| „ | Invalida: „A podle vás, jaký je nejlepší auto na světě? Maserati, Mercedes nebo Alfa Romeo?“ Otec František: „Walter. Walter z roku jednatřicet, kabriolet. Je to spolehlivá mašina. Můžete do ní naložit 10 metráků brambor. Minulej tejden v ní jelo šest řezníků a ještě vezli almaru. A potom — má lehký řízení, dobře sedí na silnici, měkký pérování, kopce táhne.“ | “ |
| — scénář Jiřího Menzela k epizodě Smrt pana Baltazara z filmu Perličky na dně (1965), podle povídky Bohumila Hrabala Smrt pana Baltisbergra | |   |